# 東京電力 (1925-1928)
東京電力株式会社（とうきょうでんりょく かぶしきがいしゃ）は、1925年（大正14年）から1928年（昭和3年）にかけて存在した日本の電力会社である。当時の大手電力会社東邦電力が東京進出を図るべく設立した。
前身は山梨県での水力開発を目的に設立された早川電力株式会社（はやかわでんりょく）と、群馬県での水力開発を目的に設立された群馬電力株式会社（ぐんまでんりょく）の2社。東京電力は両社の合併により設立され、東京において明治期より存在する東京電灯を相手として激しい需要家争奪戦、通称「電力戦」を展開した。
東京府内以外にも神奈川県・静岡県・山梨県を中心に供給区域を広げたが、1928年、電力戦の末に競争相手の東京電灯との合併が成立、同社に吸収され消滅した。その後の再編で東京電力が経営した発電所や供給区域は東京電力（1951年設立）と中部電力に継承されている。

## 概要
東京電力株式会社は、1925年（大正14年）3月に早川電力と群馬電力の2社が合併し成立した電力会社である。本社は東京府東京市麹町区（現・東京都千代田区）。明治時代から東京を地盤に営業する東京電灯が「東電」（とうでん）と通称されたのに対し、後発の東京電力は「東力」（とうりょく）と略される。
前身の早川電力は、社名にある早川（富士川水系、山梨県を流れる）の開発を目的として1918年（大正7年）6月に設立。浜松市をはじめとるす静岡県西部に供給したほか、東京市などにおける電力供給許可を得ていた。一方の群馬電力は1919年（大正8年）7月に設立。群馬県を流れる利根川水系吾妻川を開発し、主として神奈川県川崎市一帯の京浜地区に電気を供給していた。この2社を結びつけたのは、戦前期の大手電力会社「五大電力」の一つ東邦電力である。1923年（大正12年）から翌年にかけて早川電力・群馬電力の双方を傘下に収め、1925年に両社の合併を主導して東京電力を成立させた。東邦電力が経営を握るとともに、安田財閥が金融面で後援していた。
供給区域は1926年（大正15年）に静岡県の電力会社静岡電力を合併したこともあり、最終的に東京府と神奈川・群馬・山梨・静岡・愛知の5県に拡大した。また供給事業以外にも、群馬県内において電源開発に関連して全長21キロメートルの電気軌道を経営した。群馬電力が1924年（大正14年）に吾妻軌道を合併したために兼営事業となったものだが、本業の電気供給事業に比べると事業規模ははるかに小さい。
東京電力の供給区域は、関東地方を地盤として五大電力の一角を占める東京電灯の供給区域と東京府内および神奈川県の一部において重複していた。同社との競合関係は群馬電力の時代から生じていたが、東京電力が東京市内とその郊外に広がる工業地域に対して1927年（昭和2年）1月より電力供給を始めると、大口の電力需要家を互いに奪い合う激しい「電力戦」へと発展した。東京電力では着実に供給を伸ばしたものの、投資額に見合う水準には達しなかった。対する東京電灯でも業績悪化に直面する。同年3月に昭和金融恐慌が発生したこともあり、両社の需要家争奪戦の行く末を危惧した金融機関の代表者が仲介に入り、1927年12月に合併契約の締結に至り電力戦は終結、翌1928年（昭和3年）4月に東京電力は東京電灯に合併されて解散した。
東京電力の供給区域や発電所はその後の再編を経て大部分が戦後東京電力（1951年設立）に継承されたが、静岡・愛知両県には中部電力に引き継がれた部分もある。一方、運営していた軌道路線は東京電灯によって廃止されており現存しない。

## 前身会社の東京進出
以下、東京電力の沿革のうち、前身会社早川電力・群馬電力の沿革について記述する。ただし両社の電源開発については下記#電源開発の推移にて別途詳述する。

### 早川電力の設立
東京電力の前身の一つ、早川電力株式会社は、1918年（大正7年）6月28日に創立総会が開かれ発足した。設立時の資本金は800万円（うち200万円払込）。設立の目的は、山梨県南部を流れる富士川支流早川の水力2万3000馬力を開発し、それらの水力発電所からの電力を静岡県内へ供給することにあった。
当初の社長は、富士製紙の社長でもあった窪田四郎である。設立当初の早川電力は株式の過半数を富士製紙が保有していた。同社は明治中期に設立された製紙会社で、富士川下流域の静岡県富士郡にて製紙工場を操業。製紙工場への電力供給を目的として1907年（明治40年）11月に富士水電を設立、後に進出した北海道でも電気事業を営み1919年（大正8年）10月に富士電気（後の大日本電力）を設立するなど、各地で電気事業に関与していた。窪田は富士製紙の社長職を1919年5月に退き大川平三郎に譲った。大川の下での富士製紙は北海道や樺太に事業の中心を移し、早川電力の株式も手放したため、早川電力に留まった窪田はその責任上その経営に集中することとなった。
社長以下の経営首脳として専務取締役に森田一雄が就任した。森田は東京帝国大学出身の電気技術者で、九州水力電気技師長を務めたのち1915年より富士製紙電気部長兼技術部長であった。その他の取締役には穴水要七（富士製紙専務）・伯爵副島道正・久野昌一（元十五銀行支配人）・前田米蔵（衆議院議員）らがいる。本社は東京市内に設置。1918年7月26日付で富士製紙・日英水電に対する電力供給ならびに電気化学工業を目的とする電気事業法準用事業の認定を逓信省より得ている。
設立なった早川電力では早川開発の第一期工事に着手するが、有利な供給区域を持たないため日英水電の合併に踏み切った。日英水電は1911年（明治44年）に設立され、静岡県西部の浜松・島田地区に供給していた電力会社で、早川電力と取締役の一部が重なる（共通の取締役は副島道正・久野昌一）。1920年（大正9年）2月4日に逓信省から合併認可があり、同年3月15日の合併報告総会をもって手続きが完了した。日英水電の資本金は300万円で、合併に際し同社株主に対し1株につき早川電力株式を1株ずつ交付したため、早川電力の資本金は300万円増の1100万円となっている。さらに1922年（大正11年）2月25日合併認可・4月12日合併報告総会という手順で天竜電力・福田電力・東遠電気の3社を合併し、静岡県西部での供給区域を拡大した。3社合併後の資本金は400万円増の1500万円である。

### 群馬電力の設立
もう一つの前身会社である群馬電力株式会社は、1919年（大正8年）7月5日に資本金700万円（うち175万円払込）で設立された電力会社である。群馬県を流れる利根川支流吾妻川における水力発電を目的とした。
吾妻川は、途中で白砂川（当時の呼称は「須川」、上流部に草津温泉がある）が流れ込む影響で水質が酸性を帯びており、工事への懸念から県内のほかの河川にて水力発電計画が浮上する中でも計画が立てられず取り残されていた。群馬県出身の実業家田島達策（ミツウロコ初代社長）はこの吾妻川に目をつけ、1906年（明治39年）に吾妻川下流の水利権を取得する。開発にあたっては安田財閥が後援となり、群馬電力の設立に際しては安田善三郎が2万株、善三郎が社長を務める京浜電気鉄道（現・京浜急行電鉄）が同じく2万株を持つ筆頭株主となった。社長には安田善三郎、副社長には田島達策、専務には安田系の小倉鎮之助がそれぞれ就任。安田家から社長が出されたのは同家の慣例によるもので、実際の仕事は田島や専務の小倉に任されていたという。本社は東京市内に置かれた。
群馬電力は吾妻川において金井発電所の建設を計画していたが、同発電所の放水を利用する発電所を別個に建設すべく吾妻電気株式会社という電力会社も設立されていた。同社は資本金は500万円で1920年6月1日に設立。安田善三郎が社長、小倉鎮之助が専務となり、田島達策らが取締役に名を連ねた。株式払い込みの都合上別に設立された姉妹会社であり、群馬電力では同年6月21日付で合併契約を締結し、11月5日合併報告総会を終えて合併手続きを遂げた。合併後の資本金は500万円増の1200万円となっている。なお合併報告総会後に経営陣の改選があり、安田善三郎に代わって安田善五郎が社長に就任した。
吾妻電気に続く合併は吾妻軌道株式会社であり、4年後の1924年（大正13年）4月29日付で合併契約を締結、10月27日合併報告総会を終えた。同社は吾妻川に沿う渋川・中之条間の電気軌道事業と中之条地区の電気供給事業を兼営する会社である。従って群馬電力も合併後は電気軌道事業兼営となっている（下記#軌道事業参照）。合併後の資本金は1225万円であった。

### 東京進出の経緯

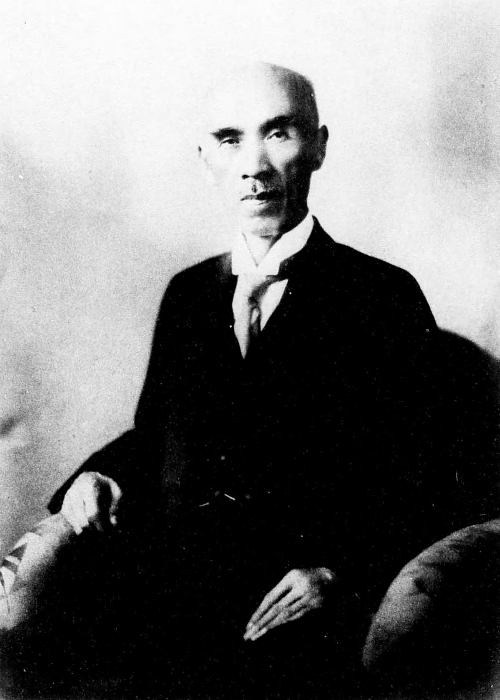
群馬電力初代副社長・3代社長田島達策

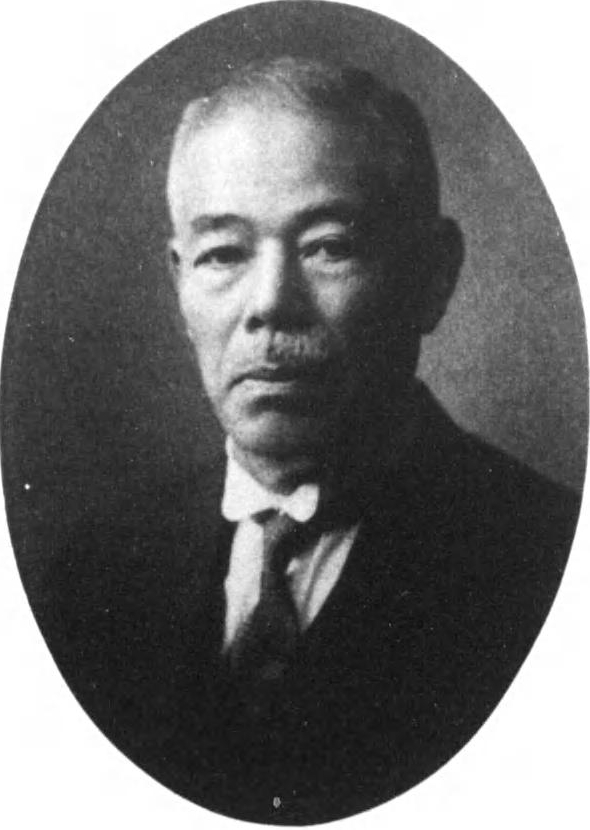
早川電力初代社長窪田四郎

前身2社のうち、先に東京進出を果たしたのは群馬電力であった。同社は当初から東京方面への送電を想定しており、東京方面と発電所周辺に供給しつつ発生電力の過半を京浜電気鉄道へ供給する計画を立てていた。東京・横浜間の電気鉄道を営む京浜電気鉄道は群馬電力と同様安田財閥系の企業であり、電力供給を受けるのを前提に群馬電力設立時からその大株主であった。役員も一部重複しており、群馬電力の役員に名を連ねる青木正太郎・小倉鎮之助・宮口竹雄は京浜電気鉄道の役員でもある。この京浜電気鉄道の事業とは別に、群馬電力は1920年2月6日付で電気供給事業の許可を受け、神奈川県橘樹郡川崎町（現・川崎市）ほか5村に電力供給区域を設定した。
1922年7月4日、群馬電力は京浜電気鉄道との間で、同社が兼営する電灯・電力供給事業を譲り受けるという事業買収契約を締結した。この事業は京浜電気鉄道が鉄道沿線の東京府荏原郡大森町・蒲田町や神奈川県橘樹郡川崎町・鶴見町など計21町村にて経営していた事業で、その開業は1901年（明治34年）にさかのぼる。このうち荏原郡側全域と橘樹郡側の一部は東京電灯の供給区域と重複しており、従来供給用電力を購入していた桂川電力が1922年（大正11年）2月に東京電灯へ吸収されると電力の購入先と供給が競合する状態になった。鉄道事業への投資集中もあって京浜電気鉄道は供給事業の東京電灯への譲渡を一旦決定したが、これを安田財閥などの介在のため覆し群馬電力への譲渡に転換した。譲渡価格は東京電灯との契約価格より50万円高い550万円である。方針転換について一部株主・役員から強硬な反対運動があったものの、翌1923年（大正12年）5月1日付で事業譲渡が完了した。この間の1922年12月、金井発電所の運転開始を受けて群馬電力は開業している。
一方早川電力は、日英水力電気の事業権利を継承することによって東京方面での供給区域を獲得した。この日英水力電気というのは1906年（明治39年）に計画された電力会社で、日英同盟の交誼から日本とイギリスの提携による大井川の共同開発を目論んだが実現せず、日本側が設立した先述の日英水電という別会社によって計画の一部が完成するに留まっていた。日英水力電気は大井川水利権のほか東京市内や付近主要町村への電力供給権も保持しており、早川電力では1921年（大正10年）7月に日英水力電気株式会社発起人よりこれら水利権・電力供給権を譲り受けた。前年の日英水電合併が日英水力電気からの供給権買収の前提であったという。
かくして東京方面への足がかりを得た早川電力は、早川における榑坪発電所（後の早川第一発電所）と静岡県下および東京方面への送変電設備建設を第一期工事とし、事業に着手。1923年（大正12年）6月、このうち発電所と静岡県下の送変電設備を完成させ、7月中旬より送電を開始した。残る東京方面への送変電設備は、榑坪発電所から川崎（神奈川県）および東京郊外の戸越に設置する変電所まで約140マイルの66キロボルト (kV) 送電線を架設するという計画で同年10月の完成を目指したが、9月1日に関東大震災が発生して行き詰った。

### 東邦電力の参入

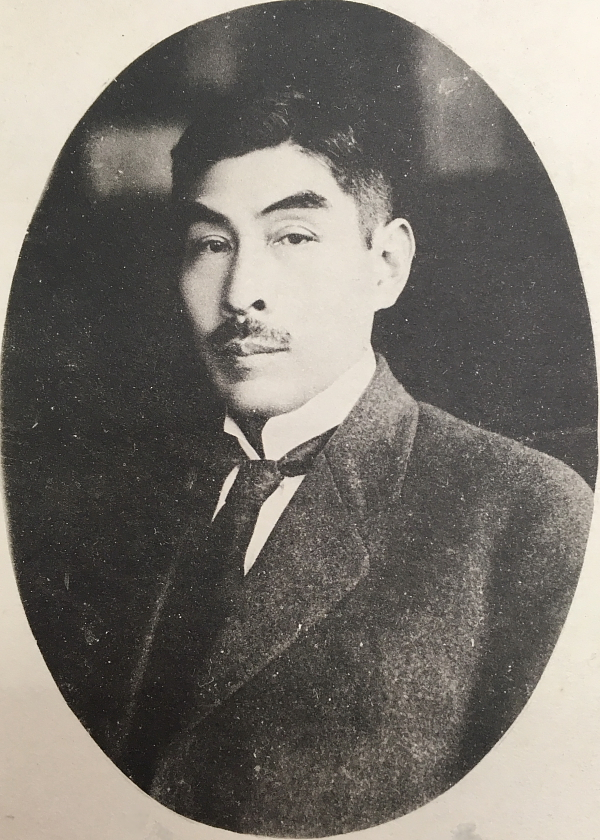
松永安左エ門

東京方面への供給権を持つ早川電力・群馬電力の両社を関東大震災後に相次いで支配下に収めたのが東邦電力株式会社である。同社は愛知県の名古屋電灯や福岡県の九州電灯鉄道などの電力会社の再編により成立した当時の大手電力会社（「五大電力」の一つ）で、本社を東京に置くが中京地方や九州地方を供給地盤としていた。伊丹弥太郎が社長、松永安左エ門が副社長を務めていたが、実際には松永が主導する会社である（1928年社長昇格）。
東邦電力は成立の過程において天竜川に発電所を持ち浜松方面へと電力を供給する天竜川水力電気を合併し、日本楽器製造（現・ヤマハ）などの工場に対して供給しており、浜松を含む静岡県西部に供給する早川電力とは一部で競合する立場にあった。そこで東邦電力では早川電力ととの関係強化を試みたものの、関東大震災以前の段階では機が熟さず実現していなかった。ところが震災で早川電力の事業が行き詰ると、早川電力側から取締役の前田米蔵が松永に話を持ち掛け、関係強化の話が具体化されていった。そして1924年3月、東邦電力は早川電力について、早川電力側の内容整備を待って3年以内に吸収合併すると決定した。
1924年3月12日、資本金1500万円にて早川興業株式会社が設立された。東邦電力の出資によるもので、これを早川電力に合併させて同社の株式を取得することが設立の目的であった。早川電力側では同年3月31日の臨時総会にて早川興業の合併を決議する。このとき前田米蔵ほか2名を残して役員が辞任、東邦電力から新社長の松永安左エ門とその他3名が役員に送り込まれた。同年6月27日、早川興業の合併が完了。合併により早川電力の資本金は倍額の3000万円に増加するとともに、東邦電力が過半数の株式を保有する大株主となってその支配下に入った。また同時に田中徳次郎・角田正喬（東邦電力専務および常務）の2名が常務に就任している。
東京進出を狙う東邦電力は早川電力との交渉を進める一方、同社だけでは既存の東京電灯に対抗できないと見て、早川電力が安田銀行から融資されていた関係で安田系の群馬電力にも着目。松永安左エ門が安田銀行副頭取結城豊太郎に直接交渉を持ちかけて群馬電力との提携を先に成立させた。群馬電力は当時、京浜電気鉄道からの供給事業買収に失敗した東京電灯と対立し、料金値下げや送電方法改良などを実施した東京電灯に競争を仕掛けられており、資金を借り入れつつ抗戦したものの、不況もあって業績が伸び悩み株式の払込金徴収も困難な状況にあった。東邦電力との提携の結果1923年12月25日の株主総会にて松永と福澤桃介が群馬電力の取締役に当選、安田善五郎にかわって副社長の田島達策が社長に昇格、松永が後任副社長に就任した。また病気辞任した小倉鎮之助に代わり宮口竹雄（東京帝国大学出身の電気技術者、安田系の人物）が専務に就いている。
1924年4月、早川電力によって建設中の東京送電線が沼津（静岡県）まで完成。7月には川崎までの全線が完成し、早川電力も東京方面への送電を果たした。また早川電力から群馬電力への電力供給も開始された。

## 東京電力と「電力戦」
以下、東京電力の沿革のうち、会社設立から東京電灯の合併までの期間を中心に記述する。

### 東京の電気事業

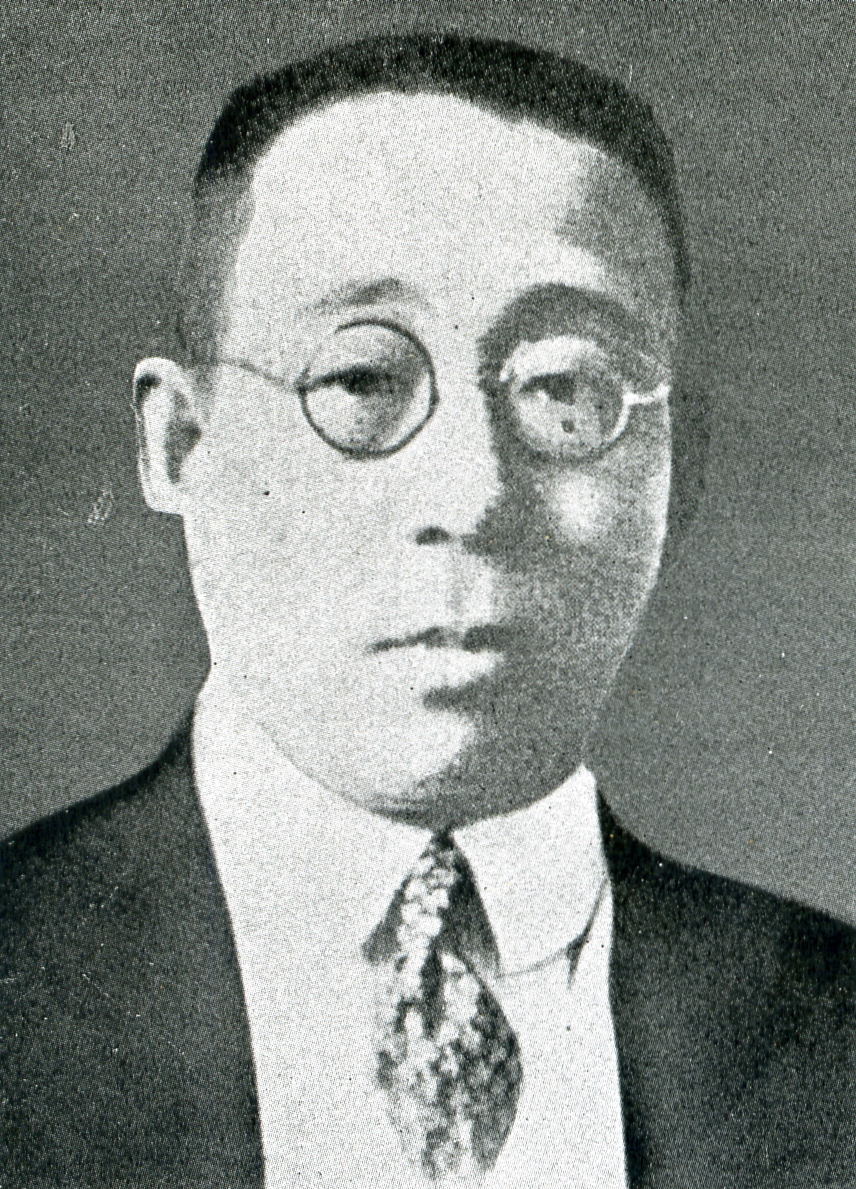
東京電灯第8代社長若尾璋八

早川電力や群馬電力が進出を図った東京は、日本で最初の電力会社東京電灯の地盤であった。同社は1887年（明治20年）11月に東京市内での配電を開始した、日本における電気供給事業の先駆者である。
明治末期になると、水力開発の活発化と政府の電気普及促進政策により東京電灯以外にも複数の事業者が東京市内へ進出するようになる。明治末期に許可を得て大正までに開業する鬼怒川水力電気・桂川電力・猪苗代水力電気・利根発電などの会社が該当し、後に早川電力に引き継がれる日英水力電気も明治末期の1908年に事業許可を受けている。これらの会社と東京電灯は市内供給について直接競合することはなかったが、電灯供給の許可を得て1907年に開業した市営電気事業および1913年（大正2年）に開業した日本電灯は東京電灯に対して攻勢を仕掛け、市内で激しい電灯需要家の争奪戦を展開した（いわゆる「三電競争」）。3事業者の競争は1917年（大正6年）に停戦協定が交わされるまで続いた。
大正後期から東京電灯は積極経営を展開する。かつての競合会社日本電灯や電力供給元の猪苗代水力電気などを相次いで合併し、東京市内に供給権を持つ電力会社を鬼怒川水力電気と未開業の日英水力電気を除いて統合したのである。合併の結果、関東大震災前の時点で東京電灯の資本金は2億5800万円に達し、供給区域は関東地方一帯に拡大した。1923年（大正12年）9月の関東大震災では変電・配電設備および営業設備を中心に被災し、需要家の罹災で需要の激減を来たして特に電灯供給では震災前の水準に回復するまで2年余りを要した。一方震災を機に工場電化が進んだことから電力需要はかえって増加し、震災から1年で震災前の水準に戻っている。
震災翌年から東京電灯は事業の拡張を再開、京浜電力や富士水電を合併したほか1926年（大正15年）には帝国電灯を合併した。帝国電灯の合併をもって資本金は3億4572万4000円に膨らみ、関東以外にも山陰地方や北海道・樺太にも供給区域を持つに至った。大正後期からの拡張時代に経営を担ったのは社長の神戸挙一。1922年には副社長に若尾璋八が就き、1926年に神戸が死去すると後任社長となった。神戸・若尾ともに甲州財閥に属する実業家である。

### 五大電力の角逐

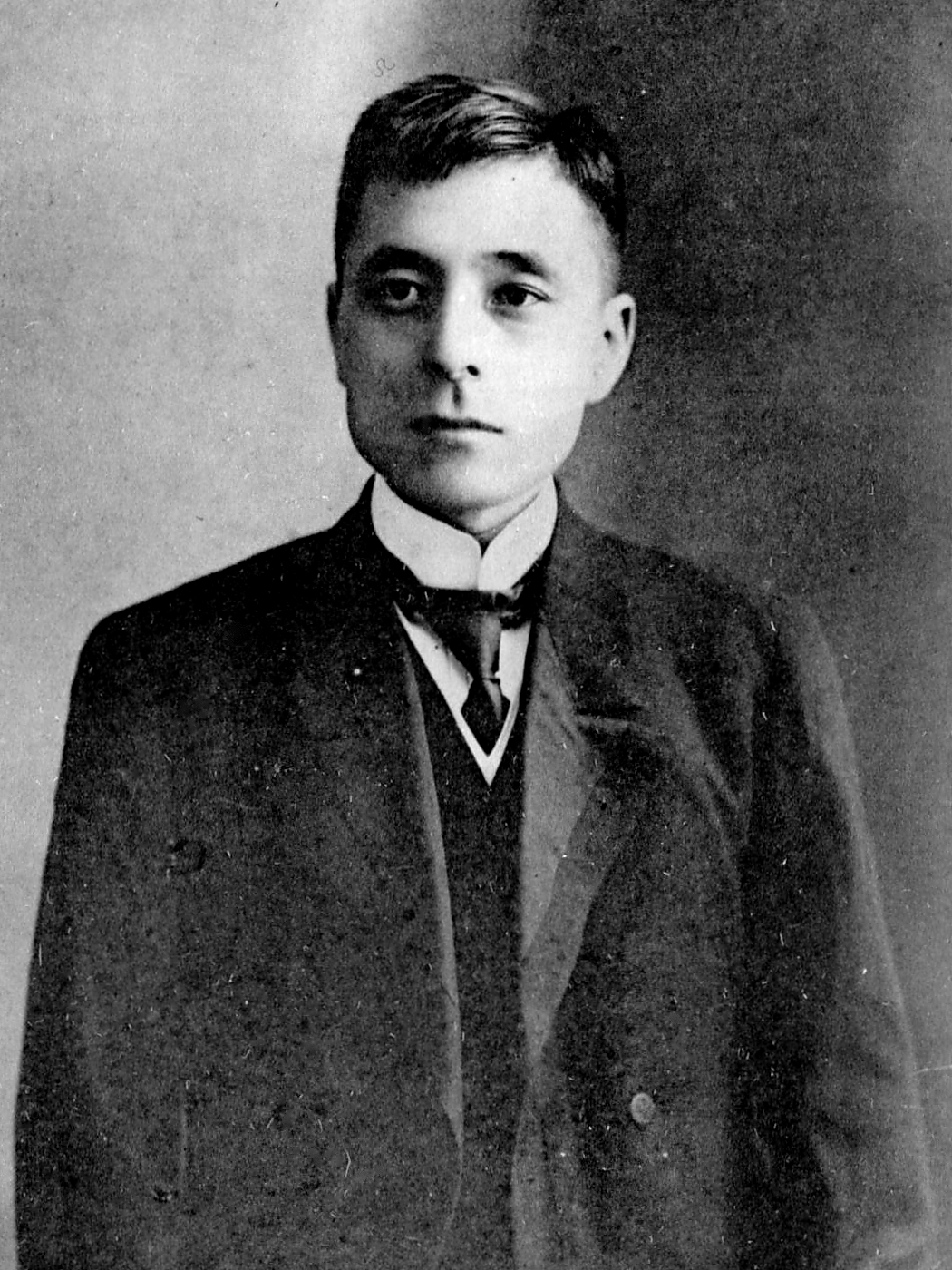
大同電力初代福澤桃介

大正後期、東京電灯が関東を中心に巨大化したのに並行して、中京地方と九州北部では東邦電力、関西地方では宇治川電気が勢力を拡大。さらに電力の卸売りを主体とする新興の大同電力と日本電力とあわせ、電力業界では「五大電力」と呼ばれる大手5社の勢力が著しく伸長した。
1923年5月、京浜電力が梓川筋（長野県）の発電所と横浜変電所を繋ぐ200キロメートル超の長距離送電線を完成させた。同線は送電電圧に戦前日本の最高電圧である154キロボルト (kV) を初めて採用した送電線である。以後宇治川電気以外の五大電力各社により154 kV送電線が相次いで新設され、日本アルプスを水源とする諸河川の水力発電所から京浜・中京・京阪の三大工業地帯に対して大量の電力が長距離送電されるようになる。こうした大規模設備は第一次世界大戦下の大戦景気を背景とした電力不足の時代に立案され、1920年代半ばに続々と竣工する。一定期限内の完成を義務付けられていたことからこの時期に完成が相次ぐものの、完成時には好景気は過ぎ去っており、発電力の増加に対し需要増加の速度は遅く、その差が余剰電力として堆積していった。
余剰電力を抱えた電力会社各社は、その消化に努めて時には同業他社の地盤への進出も狙った。こうして生じた電力会社間の紛争を「電力戦」という。この時期の紛争は、当時の逓信省が電灯供給および小口の電力供給については既存事業者の地域独占供給を認める一方で、大口の電力供給については独占の弊害を除去するためとして新規事業者の参入を許可したことから、大口電力需要家の争奪戦という形で展開された。五大電力間の紛争で最初のものは中京地方における東邦電力・日本電力の紛争である。1923年8月に日本電力が東邦電力の地盤である愛知県名古屋市とのその周辺を電力供給区域へ編入する許可を得たことが発端となり、一部で大口需要家の争奪戦を生じた。しかし本格化を前に、東京進出を控える東邦電力側が妥協し1924年（大正13年）3月日本電力との間に最大10万キロワット (kW) を受電するという大規模受電契約を締結したことで対立は解消された。
一方京阪地方では、1922年に大同電力が大阪府下の大阪市・堺市などに電力供給区域を獲得した。両市を中心に一部区域が宇治川電気の既存電力供給区域と重複することから、宇治川電気では大同電力の大阪進出を深刻な脅威ととらえ、大同電力の供給を制限するのと引き換えに同社から最大15万kWを受電するという大規模受電契約を締結した。こうして大同電力の脅威を抑えた宇治川電気であったが、大同電力との契約締結以前から受電契約があった姉妹会社日本電力との関係が悪化する。日本電力の電力供給区域も宇治川電気と重複することから、対立の末に1926年（大正15年）9月末限りで受電契約が失効したのを機に激しい電力需要家争奪戦が始まった。
「電力戦」は、東京電灯の地盤であり、日本国内における電力需要の3割を占める巨大市場である関東地方にも及んだ。1925年（大正14年）5月、関西への送電を目的に起業された大同電力・日本電力の両社はともに東京送電線の建設を認可された。うち大同電力は同時に東京市内および神奈川県橘樹郡を電力供給区域として抑えており、これを脅威とみた東京電灯では受電契約を従来の2倍近い5万kWに増加することで大同電力の東京進出を抑制した。だが翌1926年5月、東邦電力が以下で詳述する新会社「東京電力」を擁して東京進出を図ったことで、東京電灯を相手とする「電力戦」が再び始まったのである。

### 東京電力の設立
東邦電力の東京進出を主導したのは、同社副社長の松永安左エ門である。東邦電力は本社を名古屋電灯時代からの名古屋市より東京市へと移し、関東大震災後には焼失した東京市内の商工業地区へと供給する「東京復興電気会社」の計画をまとめるなど、早くから東京進出を念頭に置いていた。さらに復興電気会社の計画作成後の1923年10月、松永は新聞紙上において、震災復興のための電気事業は (1) 組織を根本的に改革し、(2) 低廉・豊富な電気を永久に供給する方法を攻究するならば、震災前の水準の電気を従前の半額の料金で供給でき近い将来には供給を5倍に増加させうるであろう、と述べて東京電灯への宣戦布告をしている。松永が晩年（1964年）に執筆した『私の履歴書』によると、東京進出の動機は東京の電気事業（東京電灯）の是正のためもあるが、正直なところは理想実現を目指し自身の手で電気事業を統一したいという野心があったためであるという。東京進出の体制を整えるため、松永は早川電力・群馬電力の2社を東邦電力の支配下に収めた。
1924年12月25日、早川電力と群馬電力はそれぞれ株主総会を開き、両社の間で交わされた合併契約を承認した。合併比率は1対1。両社の合併を推進したのは東京進出を目指す東邦電力で、早川電力社長と群馬電力副社長を兼ねる松永が仲介役となって合併を実現させた。早川電力の株主総会において松永は、群馬電力は京浜電気鉄道から引き継いだ将来性のある有利な供給区域を持っており、この供給区域に対して早川電力も供給するならば有利であり、さらに将来の電源開発に際して群馬電力の送電網を活用して供給できるならば得策であるから、両社の合併は東京やその付近の開発にとって必須である、という旨を説明している。監督官庁からの合併認可は翌1925年3月4日付で下りた。

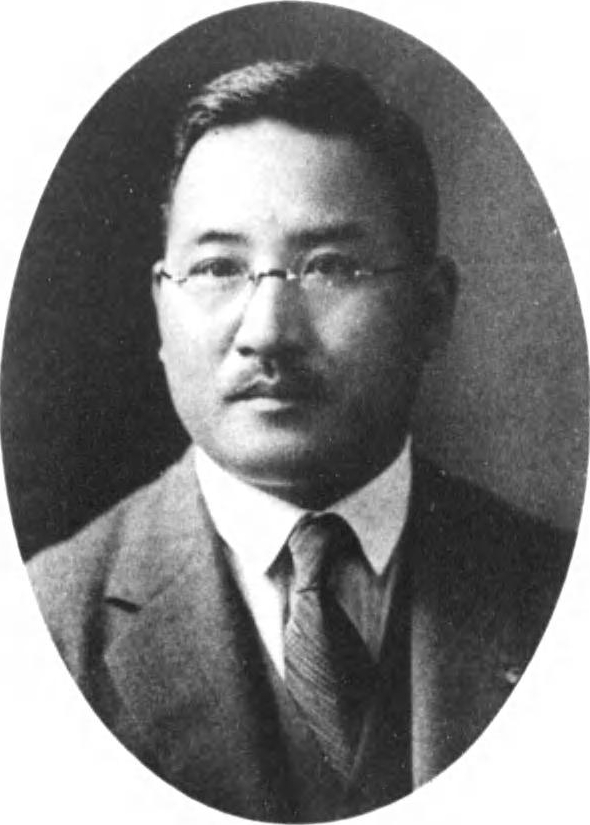
東京電力常務進藤甲兵

1925年3月16日、両社合併による新会社東京電力株式会社の創立総会が開催された。成立した東京電力の資本金は、早川電力の3000万円と群馬電力の1225万円をあわせた4225万円（うち2800万円払込）。東邦電力はそのうち4割を出資し、会社の経営を取り仕切った。設立時、東邦電力との間に1928年を目処に合併するという了解があったという。また安田保善社が第2の株主（出資比率8パーセント）で、金融関係は安田財閥の後援を受けた。社長は群馬電力社長の田島達策、副社長は松永安左エ門、専務は群馬電力の宮口竹雄、常務は東邦電力の進藤甲兵と早川電力の結城安次がそれぞれ就任した。田島・宮口は安田関係の代表者で金融方面、結城は貴族院方面、1年遅れて常務に就任した佐竹義文は政党方面に対するいわば「看板」で、会社の実権は東邦電力の松永や進藤が握っていたという。
本店所在地は東京市麹町区永楽町2丁目10番地（現・千代田区大手町）。本社社屋は永楽ビルディングである。そのほか神奈川県川崎市古河通に川崎営業所を、静岡県浜松市伝馬町に浜松営業所をそれぞれ構えた。

### 東京電力の積極経営
東京電力は設立直後から積極経営を展開した。まず1926年（大正15年）4月9日合併認可・30日合併報告総会という手順で田代川水力電気株式会社を合併した。同社は旧早川電力が株式の大部分を引き受けることで資本金500万円にて1922年8月4日に設立。早川開発に続く早川電力の第二期工事として計画されていた田代川（大井川上流）の開発を担当していた開発会社であり、合併時点では3つの発電所と川崎までの送電線を建設中であった。合併比率は1対1で、合併に伴う増資は500万円（うち125万円払込）である。

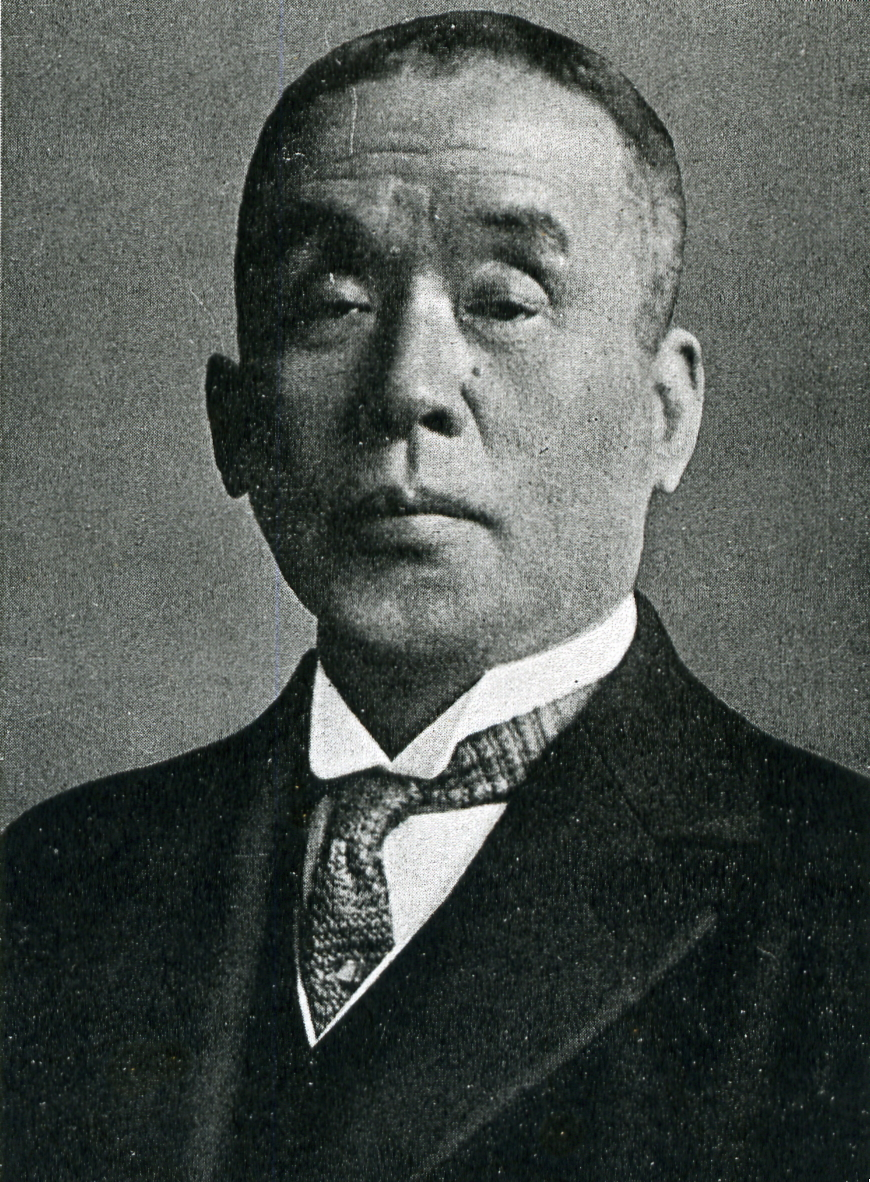
静岡電力社長大川平三郎

続いて1926年10月12日合併認可・20日合併報告総会という手順にて静岡電力株式会社を合併した。同社は1920年に富士製紙から電気事業（旧四日市製紙の電気事業が起源）を譲り受けて開業した電力会社で、静岡県中部や山梨県南部に供給区域を持ち、他に静岡市営電気供給事業・富士製紙などへ電力を供給していた。地方の会社としては成績が良く、これを東京電灯に取られるわけにはいかないということで松永が合併を希望したという。静岡電力の資本金1500万円（うち750万円払込）に対し合併に伴う東京電力の増資幅は1.4倍の2100万円（うち1050万円払込）であり、合併後の東京電力の資本金は6825万円となっている。
東京電力が静岡電力を合併するのに先立ち、1926年5月に東京電灯が帝国電灯を合併した。帝国電灯は関東を中心に散在的ではあるが広範な供給区域を持っており、東京電力でも関東進出の手段として合併を狙っていたことから、これを防ぐために東京電灯が先に合併したという。その前年に東京電灯が静岡県下の東洋モスリン電気事業部・富士水電を吸収したのも、旧早川電力や大同電力・日本電力など同業他社に吸収されて東京進出の足掛かりとされるのを防ぐ意図があった。
東京電力では合併以外にも事業拡大策を矢継ぎ早に打ち出した。まず発足直後の1925年3月、大井川水系寸又川の開発を計画する寸又川電気株式会社の株式を取得し、松永が社長を兼任して経営を引き受けた。同社は1924年6月に資本金150万円で設立されたもので、三重県出身の実業家熊澤一衛が発起人総代・初代社長であった。次いで1925年12月に資本金1000万円で上毛電力株式会社が設立されると、役員を送って同社と提携した。同社は事業に失敗した上毛製紙（1919年設立）を電力会社に転換すべく設立されたもので、上毛製紙を吸収の上、利根川水系片品川（群馬県）の開発に着手した。社長は大川平三郎である。翌1926年10月、東京電力では完成した上毛電力伏田発電所からの受電を始めた。
さらに1926年12月25日、株式の大部分を握る傍系会社として資本金1000万円の須川電力株式会社を設立した。同社は東京電力と関東水力電気・吾妻川電力の3社から水利権を集めて起業されたもので、東京電力からは金井発電所の上流側にある吾妻川の未開発水利権3地点が提供された。須川電力では開発計画を見直した上で翌1927年11月に松谷発電所を着工した。また傍系会社にはほかに東京湾電気株式会社があった。同社は1926年5月20日に資本金500万円で設立。早川電力の時代から電力を供給していた浅野財閥系の東京湾埋立から電気事業を分離させて立ち上げた新会社であり、神奈川県下の東京湾埋立地のうち橘樹郡鶴見町・田島町両地先に供給した。この操作により東京電力は間接的に供給区域を拡大した形となっている。

### 「電力戦」開戦

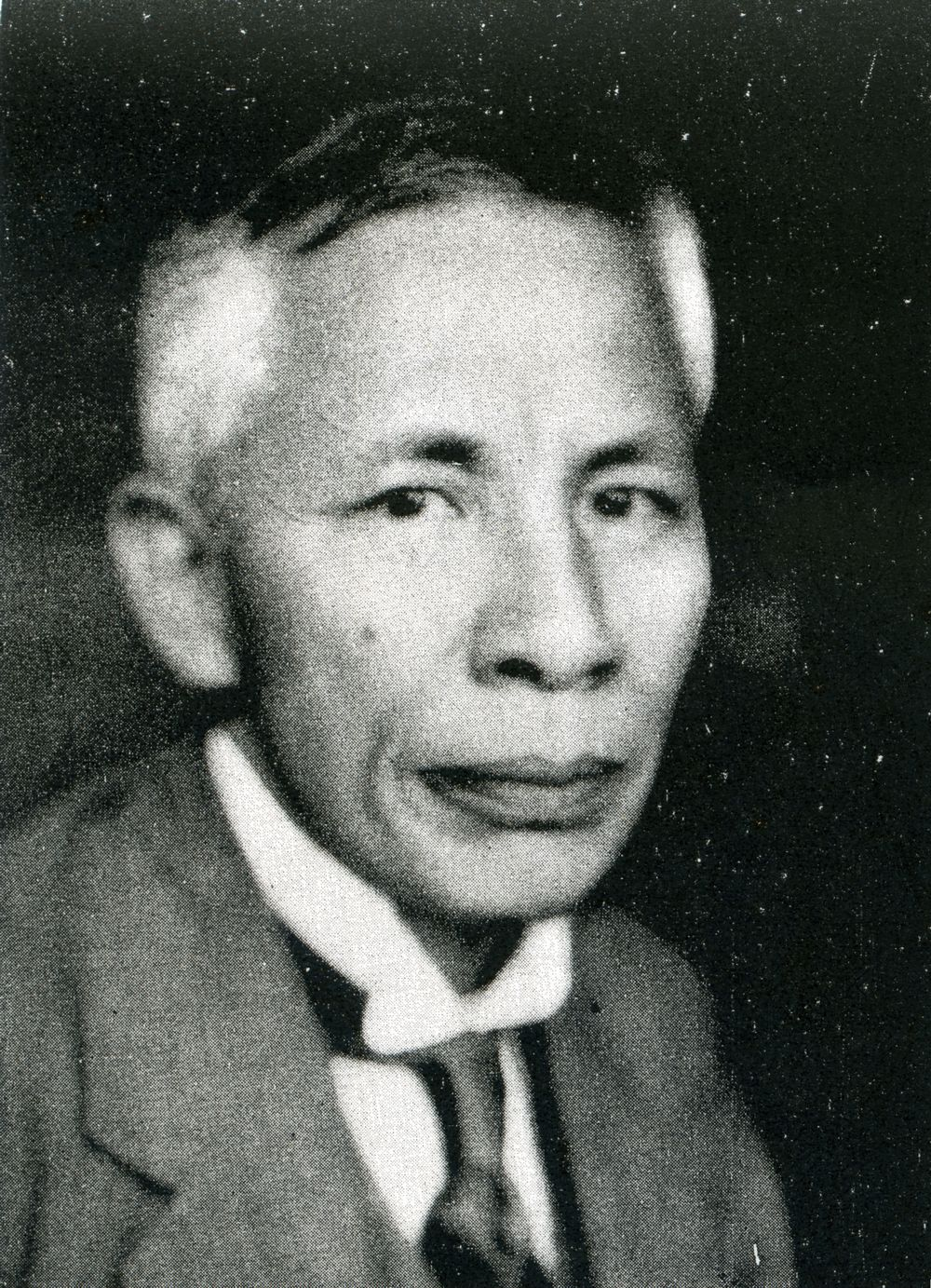
東京電力の東京進出を許可した逓信大臣安達謙蔵

1926年（大正15年）5月24日、東京電力は東京市郊外の南葛飾郡・南足立郡および北豊島郡南千住町における大口（一構内あたり50馬力以上）の電力供給を許可された。この地域への参入は、東京方面への本格進出を図るためのものである。
当時、上記地域は東京府内でも有数の工業地帯であり、大口需要が比較的密集して存在することから効率的な供給が可能で、その上紡績やモスリンといった負荷の高い工場が集中するため、東京電灯にとっても収益を支える重要な地域であった。実際に、1926年上期の時点における東京電灯の同地域内の電力供給契約は約45,000 kWにのぼり、東京電灯全体の電力需要の約13パーセントに相当していた。東京電力がこの地域における電力供給許可を申請したのは、前年8月に時の加藤高明内閣が憲政会単独内閣となってからで、許可を与えた逓信大臣は安達謙蔵である。東京電灯は副社長の若尾璋八が立憲政友会総務であるなど立憲政友会系の会社と目されていたことから、東京電灯の重要地域への東京電力参入を許可したのは政友会と対立する憲政会の党略である、との指摘がある。
ともあれ南葛飾・南足立・北豊島3郡における大口電力供給権を獲得した東京電力は、供給体制の整備に着手。金井発電所（群馬県）から川崎へと至る既設11 kV送電線（群馬本線）の途中から支線を分けて南葛飾郡松江町に変電所を設置し、さらに2次変電所を同郡大島町と東京市内本所区・深川区の3か所に配置して、群馬県下金井・渋川両発電所からの電力と上毛電力からの受電をあわせた合計28,800 kWをこの地域に供給することとした。さらに渇水時の予備として35,000 kWの出力を備える火力発電所の建設にも着手している。
実際の供給を始める前の1926年後半より、電力料金の引き下げや文書による勧誘などを伴う需要家獲得競争が東京電力・東京電灯の間で開始された。東京電力では、以下の点を自社の優位性として挙げて営業活動に努めた。
- 低料金 - 建設費の圧縮によって電力の原価が低いことによる。
- 安定供給 - 各発電所に加え東邦電力とも広域に連系して故障や渇水に備えることによる。
- 地下線供給 - 風雪に対して故障がなく工事費も安い地下配電線によって供給する。
- 設備の単純化 - 配電設備を単純化することで安全度を向上する。
- 無休送電 - 従来1か月に2日の送電停止（休電日）があったが1年を通じて昼夜無休の供給とする。

上記のうち電力料金については、東京電力は東京電灯よりも安い水準で販売するとした。これに対し、東京電灯の側も料金の値下げに踏み切り、1926年6月1日から東京電力の料金と同等の水準で供給を始めたほか、優秀な社員を第一線に立てて顧客の維持に奔走した。
1927年（昭和2年）1月1日、東京電力は南葛飾・南足立・北豊島3郡および東京市深川区・本所区方面での電力供給を開始した。この地域で最大の需要家である南葛飾郡の日清紡績への供給（供給電力2,700 kW）を東京電灯から奪い取るなど需要家を相次いで獲得するが、一方で東京電灯の反撃にあって需要家を奪い返されるなど、同社との間で激しい需要家の争奪戦を展開する。また群馬電力時代から競合していた京浜電気鉄道沿線地域でも、1924年6月に競争的行為を避けるという協定が締結されていたにもかかわらず競争が激しくなり、横浜船渠への供給 (1,700 kW) を東京電力が奪うといったことが起きた。こういった激しい「電力戦」について需要家側からは、東京電灯のみに頼ると無理を押し付けられるので競争会社は必要である、と歓迎する意見が出ている。
東京電力の進出は、工場電化の進展や電力利用の普及を促進したという面もあった。東京電灯から奪った需要家も相当数あったが、全体の8割近くは新規の需要であったのである。富士製紙江戸川工場 (2,000 kW) や日本電気 (1,715 kW)、芝浦製作所 (1,600 kW) などはそういった新規の需要家である。京浜方面とあわせると、毎年3万kW以上の需要増加が見込まれる電力市場であったという。
電力戦の傍ら、1926年後半から建設中の発電所が相次いで竣工する。まず1926年5月、建設中の早川第三発電所から川崎第一変電所へ至る送電線（田代本線、送電電圧154  kV）が完成。翌1927年1月より早川第三発電所が運転を開始し、続いて田代川第一発電所が8月に、田代川第二発電所が11月にそれぞれ運転を開始した。これらの水力発電所以外にも鶴見町の東京火力発電所が1926年12月に完成、1927年5月には発電機がもう1基完成して竣工している。

### 周辺への波及

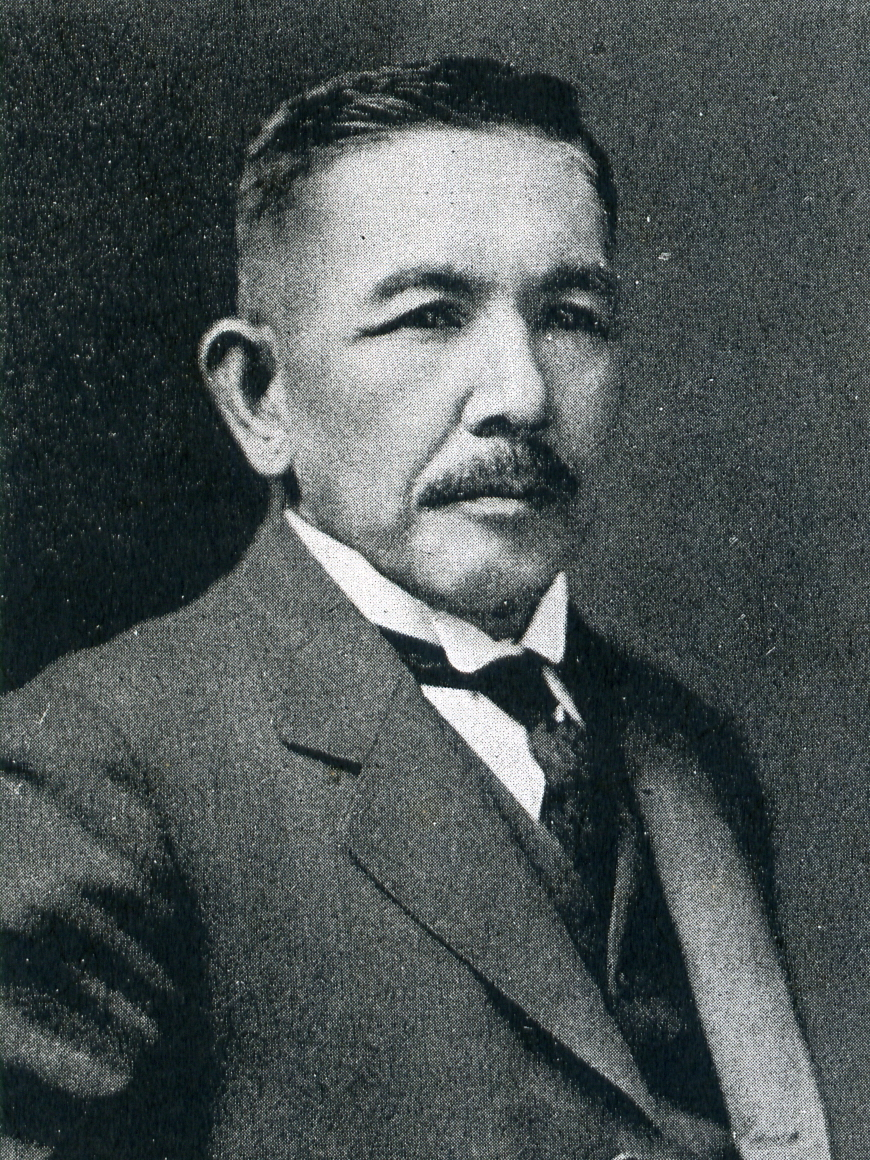
東京電灯の中京地方進出を許可した逓信大臣望月圭介

東京電力対東京電灯の電力戦が行われていた当時、五大電力の一つで卸売り会社の日本電力も東京進出を目指し、東京への送電線を建設中であった。東京電力はこの日本電力と提携して同社の東京進出に協力、相呼応して東京電灯を攻撃しようと企てた。一方東京電灯は大同電力から電力を購入し東京方面へと供給していたことから、大同電力は東京電灯の側についた。東京電力の親会社東邦電力と大同電力はともにかつての名古屋電灯を前身としており、大同電力は姉妹会社の競合会社に味方したことになる。
東京電力発足半年後の1925年12月、大同電力取締役に東京電灯副社長の若尾璋八が就任した。大同電力が自社の株式を東京電灯に引き受けさせたため、大株主となった東京電灯を代表して若尾が入ることとなったものである。ところが東邦電力もまた大同電力の設立の経緯から大株主であり、松永安左エ門も元から取締役に名を列ねていた。当時大同電力副社長であった増田次郎によると、東京電力を設立したばかりの松永は若尾の大同電力入りに反対し、株主総会上でも大株主の立場をもって拒否しようと試みるほどで、先輩の福澤桃介（大同電力社長、松永の慶應義塾時代以来の先輩）に対して謀反を起こしたと騒がれたという。
東京電力が東京郊外3郡での電力供給を許可された直後の1926年5月29日、東京電灯の若尾ら幹部は大同電力と協議し、大同が当時愛知・岐阜両県における電力供給許可を申請していたところに東京電灯も加わり、両社協力して東邦電力の地盤である中京地方への進出を目指すことを申し合わせた。若尾らはその足で名古屋へと向い、翌30日に名古屋逓信局に対して中京地方での電力供給許可を申請する。申請内容は、名古屋市をはじめとする愛知・三重両県下を供給区域とし、建設中の奈川発電所（長野県）を起点とする154 kV送電線を架設、同発電所などの余剰電力を電源として5万kWを供給する、というものである。東京電灯のこの行動は東京電力の東京進出に対する報復とされる。6月には名古屋営業所を設置し、需要家獲得に向けて予備勧誘を始めた。
しかしながら東京電灯の申請は翌1927年4月に当局より却下され、中京地方進出の目論みは潰えて5月に名古屋営業所は廃止された。当時の内閣は憲政会の若槻礼次郎内閣で、申請を却下した逓信大臣は先に東京電力の申請を許可した安達謙蔵である。だが同年12月5日、東京電灯は再度愛知・三重両県下における電力供給許可を申請する。却下から再申請までの間に若槻内閣が退陣して立憲政友会による田中義一内閣が成立しており、新たに逓信大臣となった望月圭介は再申請を12月28日に許可した。却下された申請が一転して許可となったのは、若尾と立憲政友会の太い繋がりが理由であるとされる。

### 終戦へ

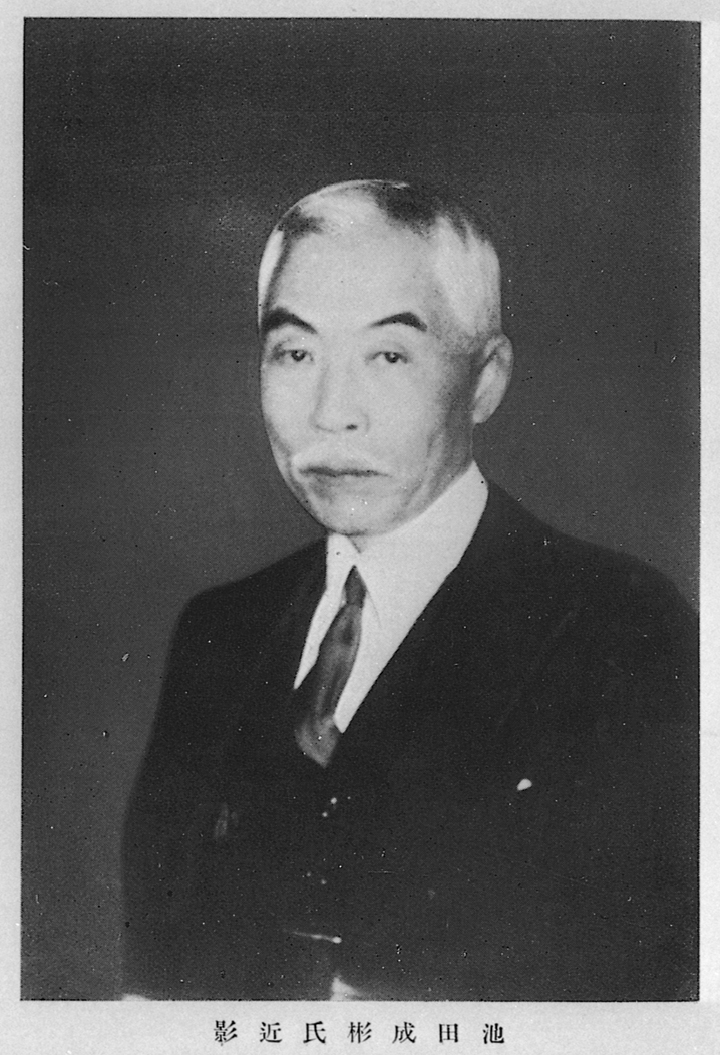
三井銀行常務池田成彬

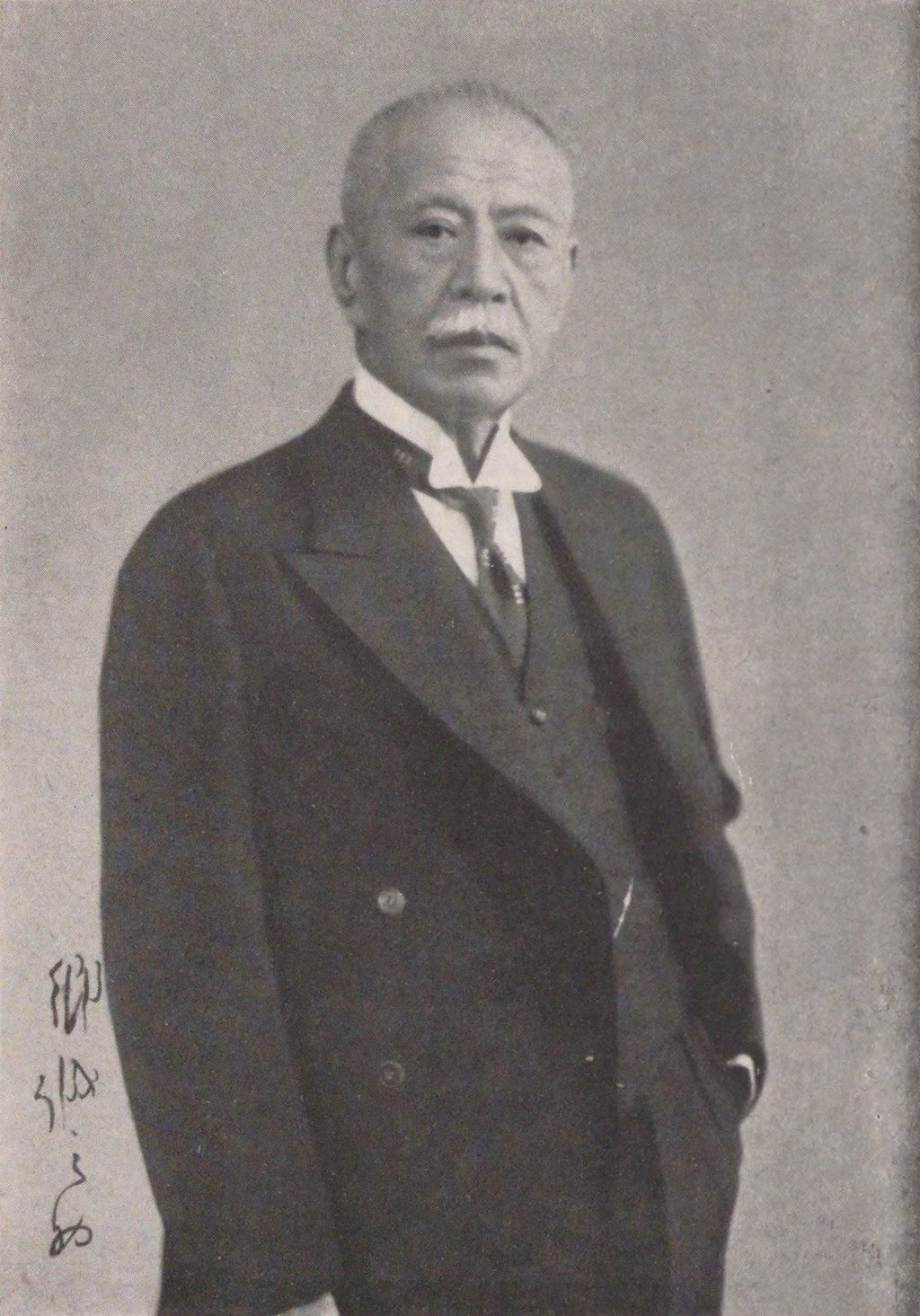
東京電灯会長郷誠之助（1927年就任）

1927年1月に東京への本格進出を果たした東京電力では、それ以来東京・川崎方面での供給成績を大きく伸ばし、1927年下期末（11月末）の時点では1年前の実績の約2.5倍にあたる約77,000 kWの電力（数字は電熱用を除く）を供給していた。会社全体での供給実績は、電灯供給71万5078灯・電力供給13万1583馬力（約98,000 kW）に及ぶ。事業の拡張に伴い1927年下期の電力料収入は前年同期比1.5倍の407万円に拡大し、総収入は758万円となった。だが供給設備の相次ぐ拡充に伴う固定資産の増加率に比べて収入の増加率は伸び悩み、固定資産利益率についても東京電灯より低い4 - 5パーセントで低迷した。つまり積極経営の効果が収益面で現れておらず、好調な経営とは言い難い状況であった。配当率で見ても、発足時の年率8パーセントから1926年上期に年率9パーセントに増配されていたが、1927年上期に元の水準に減配となっている。親会社東邦電力の配当率は同時期年率12パーセント（1927年下期より年率10パーセント）である。
一方東京電灯では、東京電力との電力戦の影響により1927年上期より電力料収入が減少に転じ、同年下期の電力料収入は前年同期に比べ146万円少ない1665万円に低下した。元々東京電灯の業績は利益率が低下して悪化傾向にあったが、電力戦はさらなる利益率の低下をもたらしたのである。東京電灯でも1926年下期から年率9パーセント配当であったが、1927年下期より年率8パーセントに減配した。
電力戦による東京電力・東京電灯両社の経営悪化に、両社に対して巨額の融資をしていた金融機関が危機感を抱きはじめる。1927年下期の時点で、社債・借入金・支払手形をあわせた負債額は東京電力が8947万円、東京電灯が2億4839万円に達しており、これらの資金は主に三井銀行・三菱銀行・安田銀行などの金融機関によるものであった。さらに東京電灯の場合は外債（米ドル・英ポンド建て社債）の発行から国外にも債権者があった。1927年3月に昭和金融恐慌が発生すると、電力戦の激化は金融機関を巻き込んで日本の金融システムそのものを危機に陥れる可能性も生じたため、金融機関のみならず大蔵省や日本銀行などもこの問題を注視するようになる。
こうした状況を受けて、三井銀行筆頭常務池田成彬や安田銀行副頭取結城豊太郎が東京電力・東京電灯の和解・合併の斡旋に乗り出した。特に東京電灯に対しては池田が人事にも介入し、1927年（昭和2年）7月に郷誠之助を会長に就任させ（社長は若尾が続投）、阪急電鉄創業者の小林一三を取締役として入れて経営改革にあたらせることとなった。両社合併への動きは7月に始まるが、9月になっても両社の意見の隔たりが大きく合併への合意には達しなかった。
1927年12月になると、金融恐慌の影響により両社とも建設資金の調達に窮するようになったことから、合併に関して歩み寄りがみられた。池田の斡旋もあり、12月13日には以下の合併条件に対し両社間の同意がおおむね得られた。
- 東京電灯対東京電力の合併比率は1対0.9（10対9）とする。
- 東京電灯は東京電力に対して解散手当110万円を支払う。
- 東京電力の松永安左エ門と宮口竹雄を東京電灯に取締役として入社させる。

大詰めを迎えた段階での問題点として、東京電力の親会社東邦電力は、直前（5日）に東京電灯が中京地方への電力供給許可を申請していたことを取り上げ、東京電灯に対し申請を撤回するよう求めたが、同社は譲歩せず合併交渉は紛糾した。また東京電力は取締役兼営業部長の進藤甲兵も東京電灯に引き継ぐよう求めたが、これも東京電灯側は拒否し、両社の関係は一時険悪なものとなった。
年末になると両社の歩み寄りが見られ、両社は合併実現まで攻撃的な行動をとらない、進藤については社員として引き継ぐが出社・執務させない、という妥協がなり、合併への手続きが進められた。そして12月24日、東京電力社長田島達策と東京電灯社長若尾璋八の間で両社の合併契約が締結されるに至った。

### 東京電灯との合併とその後

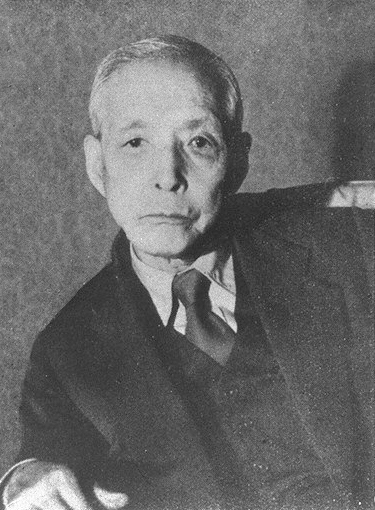
東京電灯副社長（のち社長）に就いた小林一三

1927年12月24日付で東京電力と東京電灯の間に締結された合併契約の概要は以下の通り。
- 合併に際して東京電灯を存続会社とし、東京電力は解散する。
- 東京電灯は資本金を6142万5000円増加し（4億714万9000円とする）、増加に伴う新規発行株式を東京電力株主に交付する。その割合は東京電力の株式10株に対し新株9株。
- 東京電力の従業員は新規採用の形で東京電灯が引き継ぐ。
- 役員への功労金や従業員退職金など東京電力が解散に際して要する費用については東京電灯が支払う（別途協定により110万円と決定）。
- 合併期日は1928年（昭和3年）4月1日とする。

翌1928年1月16日、両社はそれぞれ臨時株主総会を開き上記合併契約の承認を得た。2か月後の3月22日には逓信省からの合併認可も得ている。この認可に際し、需要家の便宜を図って独占的にならないこと、料金をすみやかに統一すること、という条件が付けられ、東京電灯は需要家に対する既存契約を料金を改定せずそのまま引き継ぐこととなった。そして期日通りに1928年4月1日付で両社の合併は実行に移される。同年5月18日付で東京電灯側にて合併報告総会が開かれて合併手続きが完了し、同日をもって東京電力は解散した。
合併に伴い東京電灯では東邦電力の持株比率が高まり、同社系列の東邦証券が全株式のうち4.6パーセントを保有する筆頭株主となり、東邦電力本体も1.7パーセントの株式を持つ大株主となった（1929年下期時点）。合併時の合意の通り、合併報告総会にて松永と宮口竹雄が東京電灯取締役に就任している。合併により、水力93,247 kW・火力48,150 kWに及ぶ発電設備をはじめとする発送変電設備は東京電灯に引き継がれた。東京電力の傍系会社については、東京湾電気は東京電灯傘下に入り、関東地方の上毛電力と群馬水電（須川電力から改称）は東京電灯へ供給する発電会社として存続したが、大井川電力（寸又川電気から改称）は東邦電力の傘下に残った。
東京電灯社内では、合併手続き中の1928年3月に副社長となった小林一三によりさらなる経営改革が進められた。東京電力の合併に伴い継承した諸設備によって電力の運用効率が改善されて供給コストの低減をもたらし、電力戦の終結による無理な料金値下げに歯止めがかけられたこととあわせて一時的に経営の安定に繋がった。しかし1929年（昭和4年）9月、日本電力が南葛飾・南足立・北豊島3郡と横浜市鶴見区における電力供給を許可され、翌年より実際に供給を開始したことにより、今度は日本電力との間で需要家争奪戦を開戦した。対日本電力の電力戦は東京電力のときとは異なって既存需要家の争奪戦が主体であり経営への影響はより大きく、東京電灯の業績低迷は続いた。日本電力との対立が終結するのは池田・結城や逓信省の斡旋で営業協定が交わされた1931年（昭和6年）7月のことで、これをもって全国的に「電力戦」が収まった。
また東京電灯は、東京電力を合併してから1年以上が経過した1929年10月、1927年12月末に電力供給の許可を受けていた中京地方進出へ動き出し、名古屋営業所を再設置した。東京電力（東邦電力）との電力戦は終結していたにもかかわらず東邦電力への攻勢を仕掛けたのは、社長若尾璋八の強い意向のためという。名古屋と知多半島の岡田、三重県北部の富田の3か所に変電所を設置、白瀬発電所（愛知県、元早川電力所属）を起点に送電線を架設し、同年12月より中京地方での供給を開始した。だが1930年6月、中京進出を主導した若尾が業績不振で社長を解任され、会長の郷誠之助が会長兼任で後任社長に就くと社内の状況は一変し、当時不況下であったこともあり、二重投資を避けるとして中京地方からの撤退が決定した。1930年12月に東邦電力への事業譲渡認可があり、中京地方の事業は発電所を除いて同社へと譲渡された。譲渡資産は総額348万8716円90銭。供給実績は約800 kW程度で、東邦電力と競争するほどにはなっていなかったという。

## 年表

### 早川電力
- 1918年（大正7年）
  - 6月28日 - 早川電力株式会社設立[5]。本店所在地東京市麹町区有楽町1丁目1番地、資本金800万円[5]、社長窪田四郎[7]。
- 1920年（大正9年）
  - 3月15日 - 日英水電を合併[23]、資本金1100万円となる[8]。
- 1921年（大正10年）
  - 2月 - 大島発電所（後の早川第二発電所）運転開始[20]。
  - 7月 - 日英水力電気発起人より大井川の水利権および東京市近辺の電力供給権を譲り受ける[9]。
- 1922年（大正11年）
  - 4月12日 - 天竜電力・福田電力・東遠電気を合併、資本金1500万円となる[24]。
  - 8月4日 - 傍系会社田代川水力電気を設立（資本金500万円）[78]。
- 1923年（大正12年）
  - 7月15日 - 榑坪発電所（後の早川第一発電所）運転開始、浜松方面への送電開始[110]。
- 1924年（大正13年）
  - 3月12日 - 東邦電力が早川興業を設立[46]。
  - 3月31日 - 早川電力は早川興業の合併を決議[18]。東邦電力の松永安左エ門が社長就任[46]。
  - 4月13日 - 本店を東京市麹町区永楽町1丁目1番地（東京海上ビル）へ移転[18]。
  - 4月22日 - 榑坪発電所より沼津方面へ送電開始[18]。
  - 6月27日 - 早川興業の合併完了[6]、資本金3000万円となる[46]。
  - 10月16日 - 川崎変電所完成に伴い群馬電力への送電開始[6]。
  - 11月24日 - 傍系会社三河水力電気を設立[6]。
  - 12月25日 - 群馬電力との合併を決議[72]。

### 群馬電力
- 1919年（大正8年）
  - 7月5日 - 群馬電力株式会社設立[26]。本店所在地東京市京橋区尾張町1丁目4番地、資本金700万円[26]、社長安田善三郎・副社長田島達策[30]。
  - 12月14日 - 本店を京橋区西紺屋町3番地へ移転[111]。
- 1920年（大正9年）
  - 6月1日 - 吾妻電気株式会社設立[36]。
  - 11月5日 - 吾妻電気を合併、資本金1200万円となる[38]。社長に安田善五郎就任[38]。
- 1922年（大正11年）
  - 7月4日 - 京浜電気鉄道との間で兼営電灯・電力供給事業に関する事業買収契約を締結[27]。
  - 12月26日 - 金井発電所送電開始[112]。
- 1923年（大正12年）
  - 5月1日 - 京浜電気鉄道の電灯・電力供給事業を引き継ぐ[44]。
  - 12月25日 - 社長に田島達策、副社長に松永安左エ門就任[34]、東邦電力の傘下に入る[39]。
- 1924年（大正13年）
  - 5月1日 - 本店を東京市麹町区永楽町2丁目10番地へ移転[34]。
  - 10月27日 - 吾妻軌道を合併[27]。
  - 12月25日 - 早川電力との合併を決議[72]。
- 1925年（大正14年）
  - 2月22日 - 渋川発電所送電開始[74]。

### 東京電力
- 1925年（大正14年）
  - 3月16日 - 早川電力と群馬電力が合併し、東京電力株式会社設立[72]。本店所在地東京市麹町区永楽町2丁目10番地、資本金4225万円[1]、社長田島達策、副社長松永安左エ門[72]。
- 1926年（大正15年・昭和元年）
  - 1月 - 田島火力発電所運転開始[77]。
  - 4月30日 - 田代川水力電気を合併、資本金4725万円となる[77]。
  - 5月20日 - 傍系会社東京湾電気を設立[88]、同社で東京湾埋立の電気事業を継承[89]。
  - 10月20日 - 静岡電力を合併、資本金6825万円となる[80]。
  - 12月25日 - 傍系会社須川電力（後の群馬水電）を設立[86]。
- 1927年（昭和2年）
  - 1月1日 - 南葛飾方面送電開始[91]。
  - 1月 - 東京火力発電所・早川第三発電所運転開始[72][113]。
  - 8月 - 田代川第一発電所運転開始[72]。
  - 11月 - 田代川第二発電所運転開始[72]。
  - 12月24日 - 東京電灯株式会社との間で合併契約締結[99]。
- 1928年（昭和3年）
  - 1月16日 - 臨時株主総会にて合併契約承認、東京電灯への合併による解散を決議[105][106]。
  - 3月22日 - 東京電灯への合併について逓信省より認可[105]。
  - 4月1日 - 東京電灯との合併実施[99]。
  - 5月18日 - 東京電灯にて合併報告総会開催[105]。同日東京電力は解散[2]。

## 電源開発の推移
以下、沿革のうち前身会社時代を含めた発電所の開発史について記述する。

### 金井発電所（吾妻川）
位置：北緯36度31分21.5秒 東経138度59分18.5秒 / 北緯36.522639度 東経138.988472度

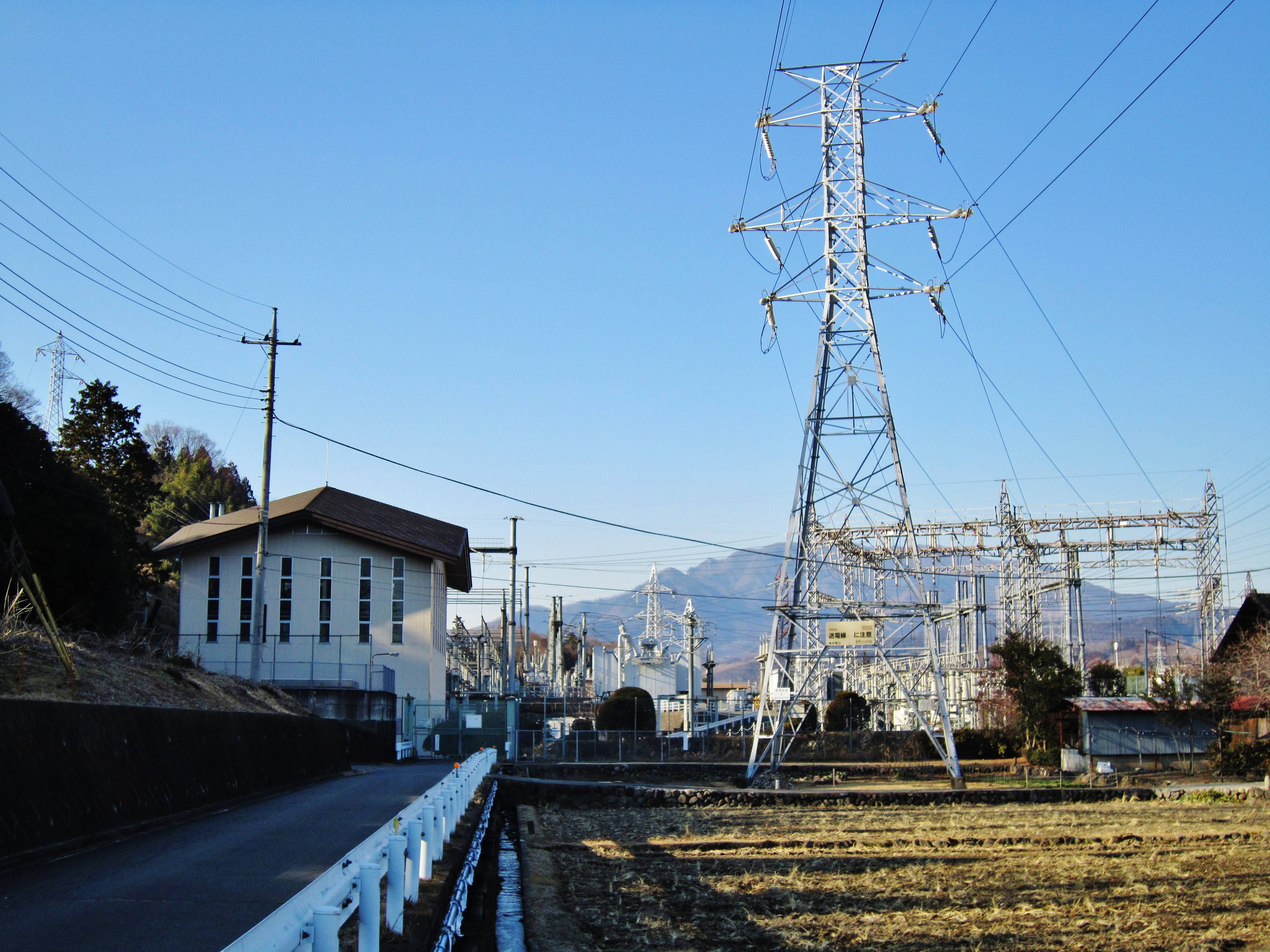
金井発電所（2013年撮影）

東京電力の発電所のうち群馬県に位置したものの一つが金井発電所である。所在地は群馬郡金島村大字南牧（現・渋川市南牧）。旧群馬電力が1920年（大正9年）4月に着工し、2年半の工期を経て1922年（大正11年）11月に完成させた。送電開始は12月26日付である。発電所出力は10,800 kWであり、送電線は東京方面への群馬線が接続した。
利根川水系吾妻川を利用する水力発電所の一つで、吾妻川では下流寄り（利根川合流点寄り）にあり、上流側に群馬水電（旧・須川電力）が計画する箱島発電所、下流側に下記の渋川発電所が立地する。取水口位置は吾妻郡東村大字箱島（現・東吾妻町）で、水路・発電所ともに吾妻川右岸（南側）にある。
この吾妻川は支流域に草津温泉があり、ここからの水が須川（現在名白砂川）を経て吾妻川に合流することから、水質が酸性を帯びるという特徴があった。このため工事への懸念から水力発電計画が長年立てられないでいたが、旧群馬電力創業者の田島達策は放置されていた吾妻川の有効活用を志し、1906年（明治39年）に県内有志とともに吾妻川の水利権を申請した。前後して浅野総一郎も出願しており競願となったが、県当局の調停によって妥協がなり、同年9月、須川合流点の下流2里にある松谷を境界として上流側は浅野側、下流側は田島側にそれぞれ水利権が許可された。田島側は早期着工を目指すものの、浅野側発電所の放水路より取水する設計を採用したため浅野側が起工しないうちは着工できなかった。しかしその間に吾妻川の各地を調査した結果、下流の金井・渋川地点であれば酸性の河水の影響による金属腐食のおそれはなく工事にまったく支障はない、との結論を得たため先行起工の運びとなった。河川の特性上、完成した金井発電所の水車には耐酸性のものが採用されている。
1928年時点における金井発電所の設備等は以下の通り。
- 取水河川：利根川水系吾妻川
- 使用水量：1,200立方尺毎秒（約33.39立方メートル毎秒）
- 有効落差：140尺（約42.42メートル）
- 水車：電業社製横軸フランシス水車3台（うち1台予備）
- 発電機：芝浦製作所製三相交流発電機3台（容量4,250キロボルトアンペア、うち1台予備）
- 変圧器：芝浦製作所・三菱電機・ウェスティングハウス製

東京電灯への合併後、金井発電所は1941年（昭和16年）10月に東京電灯から日本発送電へと出資された。続く太平洋戦争後1951年（昭和26年）に行われた電気事業再編成では東京電力に継承されている。

### 渋川発電所（吾妻川）
位置：北緯36度30分13.5秒 東経139度00分22.5秒 / 北緯36.503750度 東経139.006250度

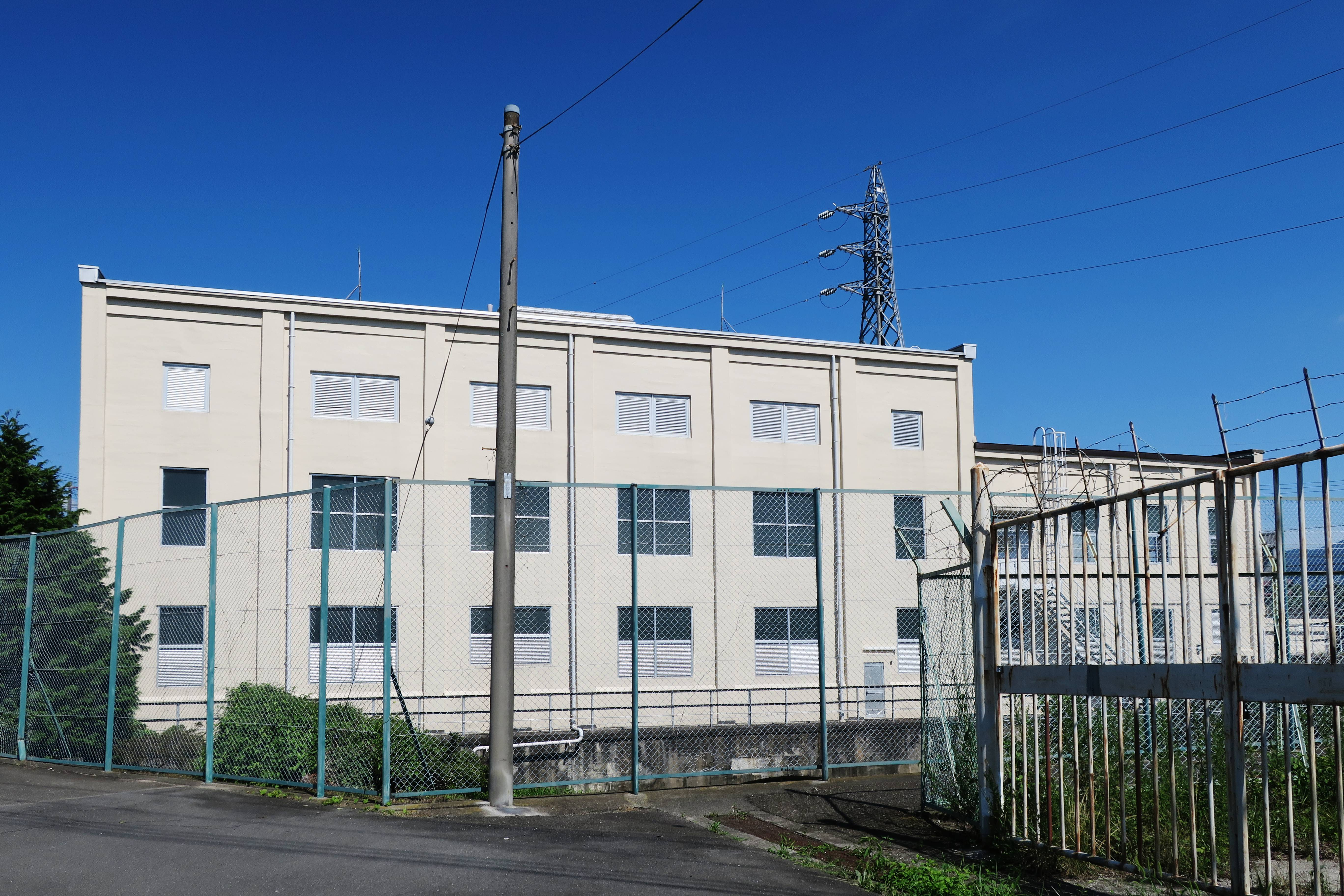
渋川発電所（2018年撮影）

金井発電所とともに群馬県に位置した発電所が渋川発電所である。所在地は群馬郡金島村大字阿久津（現・渋川市阿久津）。元は旧群馬電力の姉妹会社・吾妻電気が計画した地点だが、旧群馬電力がこれを吸収し、金井発電所建設に続く第2期工事として1923年（大正12年）1月着工した。2年後の1925年（大正14年）2月に落成し、2月22日より試運転を始めたところ渇水期にあたり電力不足が生じていたため直ちに送電が開始された。完成後検査の終了は東京電力発足後の同年4月である。
利根川合流点に近い吾妻川最下流部の右岸に立地する。金井発電所の放水を利用する発電所で、日本で最初のサイフォン式水路を有するという特徴もある。発電所出力は5,800 kW。1928年時点における渋川発電所の設備等は以下の通り。
- 取水河川：利根川水系吾妻川
- 使用水量：1,200立方尺毎秒（約33.39立方メートル毎秒）
- 有効落差：72尺（約21.82メートル）
- 水車：エッシャーウイス製フランシス水車2台
- 発電機：ウェスティングハウス製三相交流発電機2台（容量4,250キロボルトアンペア）

金井発電所と同様に1941年東京電灯から日本発送電へ出資され、戦後は東京電力に継承された。

### 早川第一発電所
位置：北緯35度25分37.0秒 東経138度24分15.5秒 / 北緯35.426944度 東経138.404306度

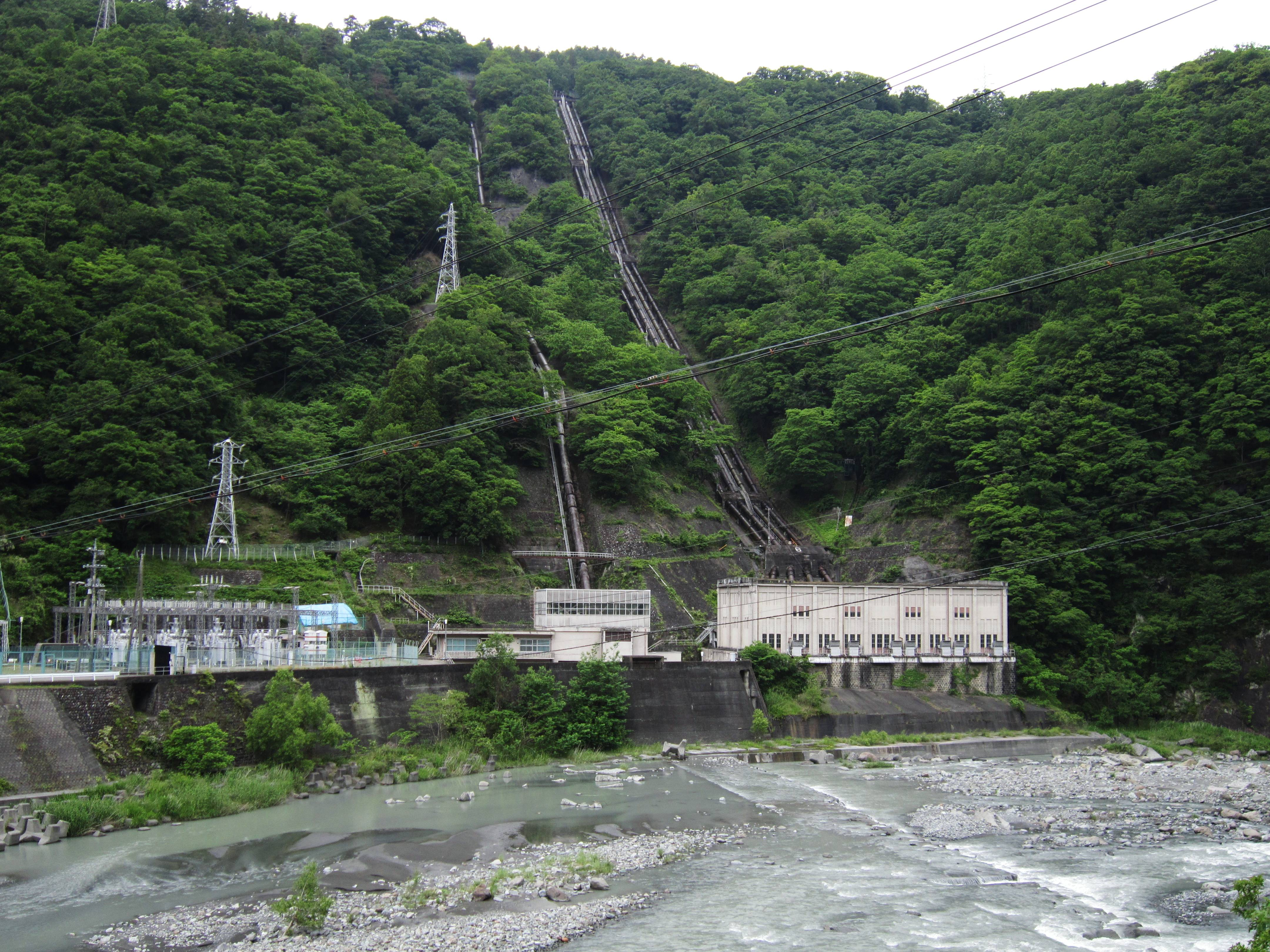
早川第一発電所（2010年撮影）

山梨県を流れる富士川水系早川の名を冠する3か所の発電所で最大規模のものが早川第一発電所である。所在地は南巨摩郡五箇村大字榑坪（現・早川町榑坪）。旧早川電力の第1期工事として「榑坪発電所」の名で建設されたもので、1920年秋に着工、1923年（大正12年）6月末に完成し、7月15日より運転を開始した。1年後の1924年（大正13年）4月には4号発電機も完成している。
発電所は富士川本流との合流点から4キロメートルほど早川をさかのぼった場所の左岸側（北側）に位置する。その取水口は早川をさらに約20キロメートルさかのぼった南巨摩郡三里村大字新倉（現・早川町）にあり、この間に約10キロメートルの導水路を通している。導水路は完成後の改造により途中の渓流からも取水可能である。導水路終端が繋がる上部水槽は調節池の機能を併せ持つ（有効貯水量5万2000立方メートル）。発電所出力は当初20,000 kWであったが。取水口の直上に下記の田代川第一発電所が建設されると水量増加によって25,100 kWに増加した。
1928年時点における早川第一発電所の設備等は以下の通り。
- 取水河川：富士川水系早川
- 使用水量：430立方尺毎秒（約11.97立方メートル毎秒）
- 有効落差：738.5尺（約223.79メートル）
- 水車：ボービング (Boving) 製ペルトン水車4台（うち1台予備）
- 発電機：芝浦製作所製三相交流発電機4台（容量8,000キロボルトアンペア、うち1台予備）
- 変圧器：芝浦製作所製

東京電灯への合併後の1928年（昭和3年）末、一部設備の改造により発生電力の周波数が50ヘルツから60ヘルツへと転換された。1941年10月に東京電灯から日本発送電へ出資され、戦後1951年に東京電力へと継承されている。

### 早川第二発電所
早川第一発電所に関連する発電所に早川第二発電所がある。所在地は山梨県南巨摩郡硯島村大字大島（現・早川町大島）。これも早川から取水する発電所であり、南巨摩郡都川村大字保（現・早川町保）に取水口を設けている。取水口・発電所とも早川第一発電所の取水口から発電所までの間に立地する。
旧早川電力最初の発電所として「大島発電所」の名で建設され、1921年（大正10年）1月に完成、2月より運転を開始した。翌1922年時点での発電所出力は最大2,100 kWで、電業社製フランシス水車と芝浦製2,500キロボルトアンペア発電機各1台を備える。発生電力は榑坪（早川第一）発電所の工事に用いられたほか、地元の身延電灯にも送電された。その後1923年7月に榑坪発電所が運転を開始したのと同時に運転を休止した。
逓信省の資料には、1927年時点では出力450 kWで休止中、東京電灯合併後の1939年時点では出力1,487 kWで休止中とある。早川第一発電所などと同様に日本発送電へと出資されるが、1944年（昭和19年）8月に廃止された。

### 早川第三発電所
位置：北緯35度29分16.0秒 東経138度19分43.0秒 / 北緯35.487778度 東経138.328611度

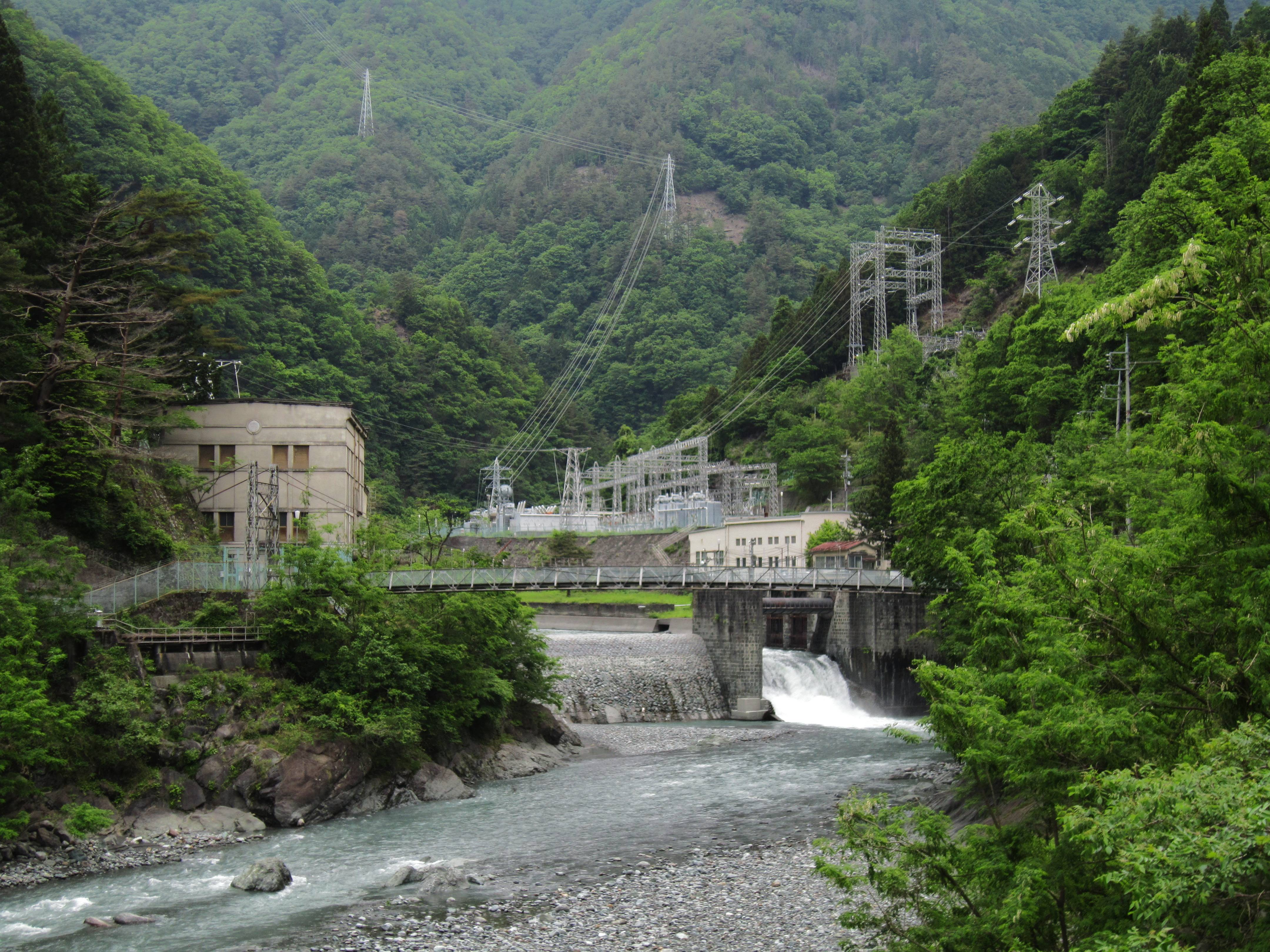
田代川第一発電所（左）と早川第三発電所（右）。手前は早川第一発電所取水堰堤。（2010年撮影）

早川にて最後に建設された発電所が早川第三発電所である。所在地は南巨摩郡三里村大字新倉（現・早川町新倉）。旧早川電力第2期工事の一環として別会社・田代川水力電気によって着工され、東京電力による吸収後の1926年12月下旬に完成、翌1927年（昭和2年）1月中旬に送電を開始した。
取水地点は南巨摩郡西山村大字下湯島（現・早川町）にあり、ここから早川左岸に沿う約5キロメートルの水路にて発電所まで導水する。発電所の対岸（早川右岸側）に田代川第一発電所が立地するほか、すぐ下流には早川第一発電所の取水口があり、発電所放水路は川底に通された田代川第一発電所放水路と合流した上で早川第一発電所取水口に直結している。発電所出力は6,600 kWであり周辺発電所に比べると小さいが、田代川第一・第二両発電所の発生電力を集め、自所の発生電力とあわせて昇圧し東京方面へと送電する役割を持つ。
1928年時点における早川第三発電所の設備等は以下の通り。
- 取水河川：富士川水系早川
- 使用水量：200立方尺毎秒（約5.57立方メートル毎秒）
- 有効落差：493.5尺（約149.55メートル）
- 水車：電業社製フランシス水車1台
- 発電機：芝浦製作所製三相交流発電機1台（容量7,400キロボルトアンペア）
- 変圧器：芝浦製作所製またはウェスティングハウス・エレクトリック製

早川第一発電所と同様1941年に東京電灯から日本発送電へ出資された。戦後は東京電力に継承されている。

### 田代川第一発電所
位置：北緯35度29分12.5秒 東経138度19分44.0秒 / 北緯35.486806度 東経138.328889度
大井川上流部（「田代川」という）から取水し、分水嶺を貫いてその水を富士川水系早川に流して発電する、という設計に基づく上下2か所の発電所のうち下段のものが田代川第一発電所である。上記の通り南巨摩郡三里村大字新倉の早川第三発電所対岸に位置する。田代川水力電気による建設中に東京電力へと引き継がれ、1927年（昭和2年）8月に運転を開始した。発電所出力は最大15,500 kWである。
そもそも大井川の水を早川に落として発電するという構想は、1906年（明治39年）より設立計画が進められていた日英水力電気が取り上げたのに端を発する。その後旧早川電力が早川第一発電所の建設に続く第2期工事として、大井川の水を早川へと導水することで2900尺余り（約800メートル）の大きな有効落差を得て発電するという計画を立て、別個に田代川水力電気を設立して事業に着手した。その中で、導水路を上下2段に分割し下段においては早川支流の渓流3か所からも取水して発電力を増加するのが有利と判断されたため、田代川第一・第二両発電所の建設となったのである。取水口・発電所位置は異なるが日英水力電気の構想が形を変えて実現したものといえる。
1928年時点における田代川第一発電所の設備等は以下の通り。
- 取水河川：大井川水系田代川
- 使用水量：217立方尺毎秒（約6.04立方メートル毎秒）
- 有効落差：1,152尺（約349.09メートル）
- 水車：ボービング製ペルトン水車1台
- 発電機：ゼネラル・エレクトリック製三相交流発電機1台（容量20,000キロボルトアンペア）

東京電灯合併後の1929年（昭和4年）1月に出力制限解除に伴う16,723 kWへの最大出力変更が許可された。田代川第二発電所とともに1941年に東京電灯から日本発送電へ出資されたのち、戦後は東京電力に継承されている。

### 田代川第二発電所
取水口位置：北緯35度29分54.7秒 東経138度14分48.2秒 / 北緯35.498528度 東経138.246722度
発電所位置：北緯35度29分15.5秒 東経138度17分56.0秒 / 北緯35.487639度 東経138.298889度

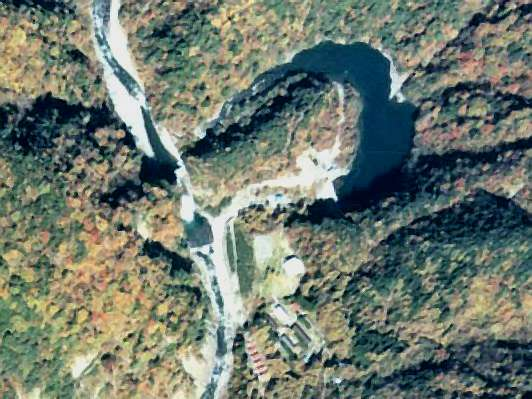
田代ダム調整池空中写真（1976年度撮影）
。

田代川第一発電所と対になる上段側の発電所が田代川第二発電所である。所在地は南巨摩郡三里村大字新倉で、早川本流から離れた田代川第一発電所西方に立地する。同発電所に続いて1927年11月に運転を開始した。発電所出力は最大20,862 kWである。
大井川（田代川）の取水口は静岡県安倍郡井川村大字田代（現・静岡市葵区）に位置する。周囲は川がU字型に蛇行する部分（通称「二軒小屋」）であり、この地形を活かしてU字型部分の両端に堰堤（田代ダム）を設けてその間を有効貯水量18万9000立方メートルの調整池として使用している。調整池に入らない余水は蛇行を短絡する形で開削された約21メートルの落差を持つ洪水路により放出される。取水口は下流側堰堤の左岸に開いており、ここから県境の分水嶺を貫く約5キロメートルの導水路が伸びる。導水路の途中には早川支流の渓流（保利沢）から取水できる地点がある。また発電所放水路はそのまま下流・田代川第一発電所の取水路に繋がっている。
1928年時点における田代川第二発電所の設備等は以下の通り。
- 取水河川：大井川水系田代川
- 使用水量：191立方尺毎秒（約5.31立方メートル毎秒）
- 有効落差：1,625尺（約492.42メートル）
- 水車：ボービング製ペルトン水車1台
- 発電機：ゼネラル・エレクトリック製三相交流発電機1台（容量26,000キロボルトアンペア）

### 田島火力発電所
東京電力では、需要地側にあたる神奈川県川崎市に2か所の火力発電所を運転した。1か所目の田島火力発電所は旧群馬電力が計画したもので、1924年に着工、東京電力発足後の1925年12月に竣工した。運転開始は翌1926年1月初旬である。所在地は川崎市田島町、発電所出力は10,000 kW。
水力発電事業においては、大正時代中頃より使用水量を河川の渇水量ではなく平水量（6か月流量）にあわせて設計するのが一般化した。その結果、単位当たり建設費が安くなる一方で季節により発電量に変動が生じる。この差分を特殊電力といい、供給先は第一次世界大戦期においては通年操業を必要としない電気化学工業が定番であったが、戦後は同方面の需要が減退したため、一般需要に振り向けるべく渇水期には火力発電所を運転し発電量を一定化するという操作（火力併用）が一般化していく。田島火力発電所も同種の意図をもって旧群馬電力が計画したものである。
1928年時点における設備等は以下の通り。
- ボイラ：エッシャーウイス製ボイラ6台（うち1台予備）
- 原動機：エッシャーウイス製蒸気タービン2台（うち1台予備）
- 発電機：ブラウン・ボベリ製三相交流発電機2台（容量5,000 kW、うち1台予備）

田島火力発電所の廃止時期は不詳。逓信省の資料には、1939年時点での東京電灯発電所一覧に出力8,000 kWの予備発電所として記載がある。

### 東京火力発電所
位置：北緯35度29分44.8秒 東経139度42分56.9秒 / 北緯35.495778度 東経139.715806度

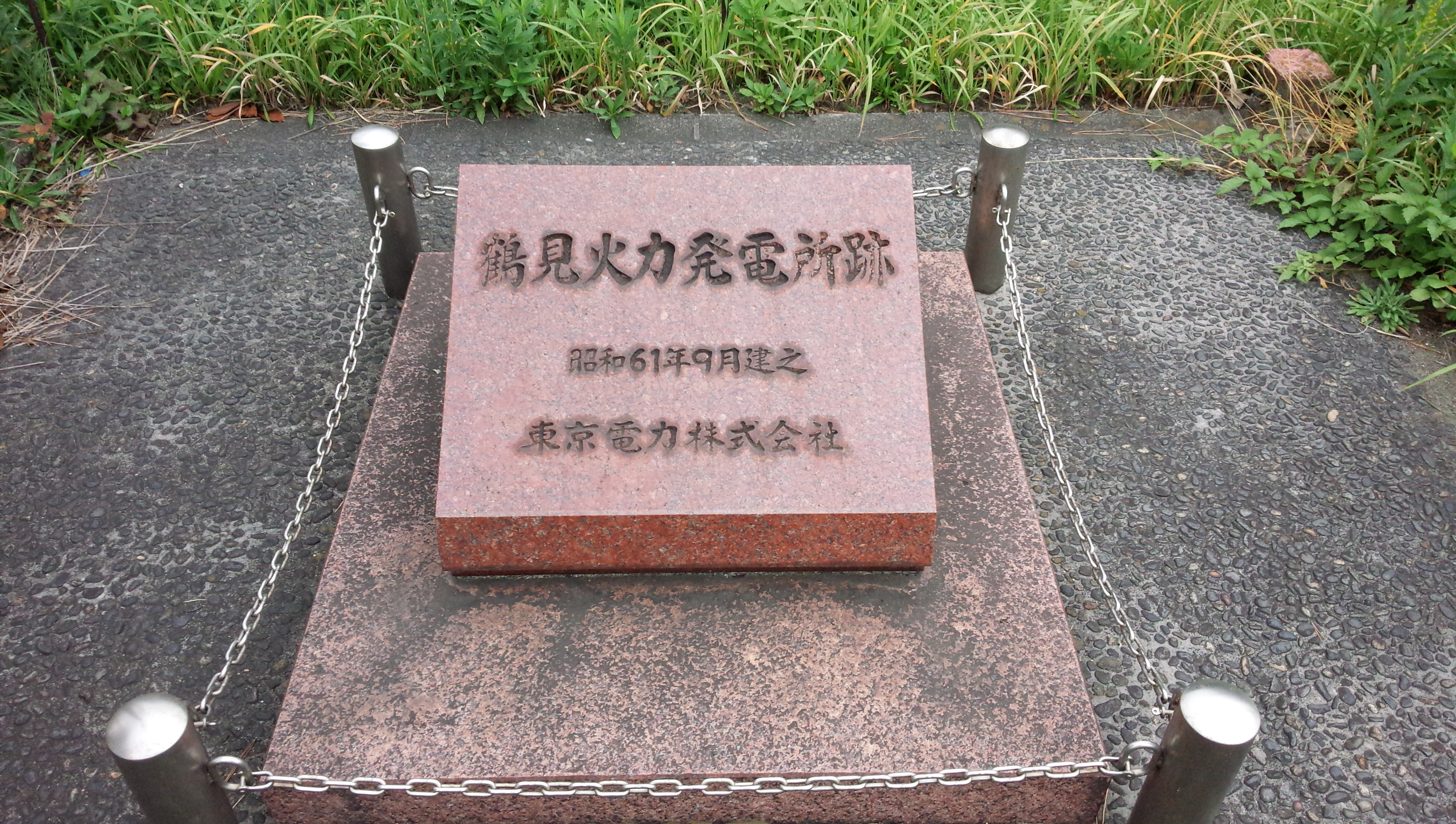
発電所跡地に建つ石碑

川崎市内にあったもう一つの火力発電所が東京火力発電所である。これも渇水期における水力発電量減少を補給するための発電所であり、旧早川電力によって計画された。従って早川・田代川での水力開発に対応する関係にある。京浜運河に面する埋立地（川崎市大川町）に位置する。
工事は1925年2月設計開始、7月末基礎工事開始という手順で着手される。工事中は工期短縮のため昼夜兼行、建築工事と機械の据付を同時並行で施工された。1年半後の1926年12月中旬に発電機2台のうち1台がまず完成、月内に検査を終え、翌1927年1月より営業運転を開始した。残る1台の工事も同年5月末には完成、6月上旬に検査が完了している。当初の認可出力は35,000 kW。これに対し機械容量は70,000 kWであり、最大140,000 kWまでの拡張に対応する。
主要機器は東邦電力が名古屋市に建設した名古屋火力発電所と同種のものを備える。1928年時点における設備等は以下の通り。
- ボイラ：バブコック・アンド・ウィルコックス製ボイラ4台（うち1台予備）
- 原動機：ゼネラル・エレクトリック製蒸気タービン2台（うち1台予備）
- 発電機：ゼネラル・エレクトリック製三相交流発電機2台（容量35,000 kW、うち1台予備）
- 変圧器：芝浦製作所製

東京電灯合併後は「鶴見火力発電所」と称する。東京電灯時代の1934年（昭和9年）から1936年（昭和11年）にかけて大規模な増設工事が行われ発電機計4台を擁する最大出力178,500 kWの火力発電所となっている。1939年（昭和14年）4月の日本発送電設立と同時に同社へと出資され、戦後は東京電力に継承されたが、1965年（昭和40年）に1・2号発電機が廃止となり、1984年（昭和59年）には残る設備も廃止された。

### 送電網の形成
東京電力では発電所建設とともに送電線・変電所の建設も順次進めた。主要な送電線には「群馬本線」・「早川本線」・「田代本線」があった。その概要は以下の通り。
群馬本線
群馬県下の金井・渋川両発電所に接続する送電線は「群馬本線」であった。金井発電所と川崎第一変電所（神奈川県川崎市小川町）を結ぶもので、送電電圧は110 kV、亘長は132キロメートル。1922年12月に使用開始された。
金井発電所には上毛電力伏田発電所とを結ぶ110 kV送電線「伏田線」が接続する。また途中の片山開閉所で分岐して東京市外を迂回し小松川変電所（東京府南葛飾郡松江町）へと至る110 kV送電線「南葛線」も存在した。同線は1927年1月の使用開始である。
早川本線
早川第一発電所に関する送電線は「早川本線」である。早川第一発電所を起点に境川開閉所・三島開閉所を経て川崎第二変電所（神奈川県橘樹郡鶴見町）へと至る。送電電圧は66 kV、亘長は163キロメートル。最初に使用開始された区間は境川開閉所までで、その先は島田変電所（静岡県志太郡島田町）へと至る「島田線」に接続。1923年7月に早川第一発電所が運転を開始するとその電力はまず島田変電所へと送電された。翌1924年4月、境川開閉所から三島開閉所までの区間が使用開始となり、沼津変電所（静岡県駿東郡大岡村）への送電が始まる。そして同年9月残る川崎第二変電所までの区間も使用開始された。
田代本線
田代川第一・第二両発電所おおび早川第三発電所に接続する送電線は「田代本線」である。早川第三発電所と川崎第一変電所を結ぶ亘長160キロメートルの送電線であり、社内で唯一154 kVの送電電圧を採用する。早川第三発電所の運転開始後、1927年9月に全線使用開始となった。
なお早川第三発電所と早川第一発電所の連絡線として66 kV送電線「新倉線」があった。同線は1927年1月の早川第三発電所送電開始とともに使用開始となっている。
また東京電力の自社設備ではないが、親会社の東邦電力により1925年7月名古屋火力発電所（名古屋市）と浜松変電所（浜松市原島）を繋ぐ送電電圧77 kVの浜松送電線が完成した。1927年5月時点では浜松変電所における東邦電力から東京電力への供給高は9,000 kW（他地点で別に750 kWも供給）で、これは東京電力社内では上毛電力からの受電に次ぐ規模の購入電力であった。

### 合併による発電所取得
これまで記述してきた9か所の自社建設発電所以外にも、東京電力は合併により引き継いだ発電所を群馬・山梨・静岡・愛知の4県に構えた。当該発電所の一覧は以下の通り。
| 水力発電所 ： 群馬県所在 | 水力発電所 ： 群馬県所在 | 水力発電所 ： 群馬県所在                          | 水力発電所 ： 群馬県所在               | 水力発電所 ： 群馬県所在 | 水力発電所 ： 群馬県所在 | 水力発電所 ： 群馬県所在              |
| 発電所名                 | 出力 (kW)                | 所在地                                            | 所在地                                 | 河川名                   | 運転開始                 | 備考                                  |
| ------------------------ | ------------------------ | ------------------------------------------------- | -------------------------------------- | ------------------------ | ------------------------ | ------------------------------------- |
| 四万                     | 17                       | 吾妻郡沢田村 （現・中之条町）                     |                                        | 利根川水系四万川         | 1914年10月               | 前所有者：吾妻軌道 1940年代廃止       |
| 名久田                   | 75                       | 吾妻郡名久田村 （現・中之条町）                   |                                        | 利根川水系名久田川       | 1912年5月                | 前所有者：吾妻軌道 1927年6月廃止      |
| 水力発電所 ： 山梨県所在 |                          |                                                   |                                        |                          |                          |                                       |
| 発電所名                 | 出力 (kW)                | 所在地                                            | 所在地                                 | 河川名                   | 運転開始                 | 備考                                  |
| 身延                     | 55                       | 南巨摩郡身延村身延 （現・身延町身延）             |                                        | 富士川水系身延川         | 1913年4月                | 前所有者：静岡電力 1940年代廃止       |
| 水力発電所 ： 静岡県所在 |                          |                                                   |                                        |                          |                          |                                       |
| 発電所名                 | 出力 (kW)                | 所在地                                            | 所在地                                 | 河川名                   | 運転開始                 | 備考                                  |
| 鳥並                     | 1,060                    | 富士郡柚野村鳥並 （現・富士宮市鳥並）             | 北緯35度14分26.6秒 東経138度33分29.8秒 | 富士川水系芝川           | 1922年12月               | 前所有者：静岡電力 現・中電鳥並発電所 |
| 大久保                   | 1,792                    | 富士郡芝富村西山 （現・富士宮市西山）             | 北緯35度13分29.7秒 東経138度33分41.9秒 | 富士川水系芝川           | 1911年9月                | 前所有者：静岡電力 現・中電西山発電所 |
| 川合                     | 3,080                    | 富士郡芝富村長貫 （現・富士宮市長貫）             | 北緯35度12分0.9秒 東経138度33分45.8秒  | 富士川水系芝川           | 1920年2月                | 前所有者：静岡電力 現・中電長貫発電所 |
| 朏島                     | 632                      | 富士郡芝富村羽鮒 （現・富士宮市羽鮒）             | 北緯35度11分35.6秒 東経138度34分5.6秒  | 富士川水系芝川           | 1926年2月                | 前所有者：静岡電力 現・中電芝富発電所 |
| 小山                     | 1,400                    | 榛原郡上川根村奥泉 （現・川根本町奥泉）           | 北緯35度8分29.1秒 東経138度8分40.2秒   | 大井川                   | 1912年6月                | 前所有者：日英水電 1936年11月廃止     |
| 瀬尻                     | 120                      | 磐田郡龍山村瀬尻 （現・浜松市天竜区龍山町瀬尻）   |                                        | 天竜川水系不動沢川       | 1913年5月                | 前所有者：天竜電力 1938年4月廃止      |
| 川瀬                     | 100                      | 磐田郡上阿多古村東藤平 （現・浜松市天竜区東藤平） |                                        | 天竜川水系阿多古川       | 1908年9月                | 前所有者：天竜電力 1944年2月廃止      |
| 落合                     | 100                      | 磐田郡上阿多古村西藤平 （現・浜松市天竜区西藤平） |                                        | 天竜川水系阿多古川       | 1913年12月               | 前所有者：天竜電力 1944年5月廃止      |
| 火力発電所 ： 静岡県所在 |                          |                                                   |                                        |                          |                          |                                       |
| 発電所名                 | 出力 (kW)                | 所在地                                            | 所在地                                 | 方式                     | 運転開始                 | 備考                                  |
| 静岡                     | 2,000                    | 静岡市音羽町                                      |                                        | 汽力発電                 | 1924年12月               | 前所有者：静岡電力 1930年代廃止       |
| 中泉                     | 150                      | 磐田郡中泉町二之宮 （現・磐田市二之宮）           |                                        | 内燃力発電               | 1911年                   | 前所有者：天竜電力 1920年代廃止       |
| 浜松                     | 1,000                    | 浜松市野口町                                      |                                        | 汽力発電                 | 1913年9月                | 前所有者：日英水電 1936年9月廃止      |
| 水力発電所 ： 愛知県所在 |                          |                                                   |                                        |                          |                          |                                       |
| 発電所名                 | 出力 (kW)                | 所在地                                            | 所在地                                 | 河川名                   | 運転開始                 | 備考                                  |
| 巴川                     | 1,500                    | 東加茂郡盛岡村四ツ松 （現・豊田市四ツ松町）       | 北緯35度5分25.6秒 東経137度19分15.9秒  | 矢作川水系巴川           | 1916年2月                | 前所有者：日英水電 現・中電巴川発電所 |
| 白瀬                     | 1,119                    | 東加茂郡松平村白瀬 （現・豊田市幸海町）           | 北緯35度4分30.0秒 東経137度14分17.0秒  | 矢作川水系巴川           | 1920年1月                | 前所有者：日英水電 現・中電白瀬発電所 |

## 供給の推移
以下、沿革のうち供給の推移について詳述する。

### 東京・神奈川での供給
東京電力では、東京府と神奈川・群馬・山梨・静岡・愛知の5県に供給区域を有した。その中で事業規模が大きかったのは東京・神奈川方面における供給である。同方面の供給区域には、電灯用電力の供給が認められる電灯電力供給区域と、それが認められない電力供給区域の2種があった。

#### 電灯電力供給区域
まず電灯電力供給区域については、旧群馬電力が1923年（大正12年）5月に京浜電気鉄道（現・京浜急行電鉄）より譲り受けた地域にあたる。京浜電気鉄道より譲り受けた供給区域は以下の通り。
- 東京府
  - 荏原郡（現・品川区域）
    - 大井町
    - 平塚村

  - 荏原郡（現・大田区域）
    - 馬込町
    - 池上町
    - 調布村
    - 入新井町
    - 大森町
    - 羽田町
    - 蒲田町
    - 矢口村
    - 六郷村

- 神奈川県
  - 橘樹郡（現・川崎市域）
    - 川崎町（1924年より川崎市）
    - 御幸村（同上）
    - 大師町（同上）
    - 田島町（1927年川崎市に編入）
    - 住吉村（1925年より中原町）
    - 中原村（同上）
    - 橘村

  - 橘樹郡（現・横浜市域）
    - 鶴見町（1927年横浜市に編入）
    - 潮田町（旧・町田村、1925年鶴見町に編入）
    - 日吉村

上記範囲のうち荏原郡の全域と橘樹郡鶴見町・潮田町は東京電灯の電灯電力供給区域と重複している。荏原郡馬込町・池上町に限っては東京市営電気供給事業の電灯電力供給区域とも重なる。なお橘樹郡のうち川崎・御幸・大師・田島・鶴見・潮田の6町村は京浜電気鉄道の事業を譲り受ける前から旧群馬電力の電力供給区域に含まれた。
京浜電気鉄道の兼営電気供給事業は、大森・川崎間の電車を開通させたばかりの同社が1901年（明治34年）8月より大井町・入新井町・大森町を供給区域として開業したものである。路線網の整備が一段落すると供給事業の拡大に乗り出して1909年（明治42年）10月より蒲田町・川崎町などでも開業し、順次供給を拡大していった。旧群馬電力への移管後、1923年9月1日に関東大震災で被災。営業所や変電所の故障を生じたが、停電は短期間で電灯は6日、動力供給は8日には再開した。

#### 電力供給区域
一方電力供給区域については、旧早川電力から継承した地域、旧群馬電力から継承した地域、東京電力発足後に許可を得た地域の3つがあった。
第一の地域は旧早川電力が1921年7月に日英水力電気（未開業）より譲り受けた東京府内の区域である。これには1構内につき50馬力以上の電力供給に限るという条件がつく。該当区域は以下の通り。
- 東京市
- 豊多摩郡
  - 内藤新宿町（1920年東京市に編入、現・新宿区）
  - 淀橋町（現・新宿区）
  - 中野町（現・中野区）
- 荏原郡
  - 品川町（現・品川区）
  - 目黒村（現・目黒区）

第二の旧群馬電力から引き継いだ地域は、神奈川県横浜市内の一部が該当する。ここでは1構内につき100馬力以上の電力供給に限るという条件がつく。前身の京浜電気鉄道でも横浜市内において浅野造船所船渠部に供給していた（1921年6月時点・当時は供給区域外）。
上記2地域を電力供給区域として発足した東京電力では、東京府・神奈川県の全域ならびに埼玉県の大部分を電力供給区域に追加する許可を申請した結果、1926年5月24日、東京府内の下記地域に限り1構内50馬力以上の電力供給区域とする許可を得た。これが第三の地域である。
- 南葛飾郡全域（現・葛飾区・江戸川区ほか）
- 南足立郡全域（現・足立区）
- 北豊島郡南千住町（現・荒川区）

以上の電力供給区域についても全域が東京電灯の電灯電力供給区域と重複する。加えて東京府内では東京市営電気や玉川電気鉄道・王子電気軌道の供給区域と重なる部分がある。
東京府下の地域では東京電力発足後に順次配電線工事が進められた。南部においては、1926年5月に目黒変電所（荏原郡大崎町）が完成し、順次品川町内や東京市内芝区（現・港区）の芝浦埋立地へ伸びる配電線が施工される。東部においては市内本所区（現・墨田区）・深川区（現・江東区）ならびに南葛飾郡大島町（同左）に配電すべく、南葛送電線小松川変電所に連絡する本所（南葛飾郡亀戸町）・深川・大島の3変電所が建設され、1927年1月1日より変電所工事中の京橋区（現・中央区）月島とあわせた4地域で配電が始まった。
さらに1927年3月には南葛飾郡寺島町（現・墨田区）にも変電所が追加され、同地での配電も開始まる。同年4月には寺島変電所から南葛飾郡亀青村（現・葛飾区）の亀有方面への配電も開始されている。

#### 電気事業者への供給
東京電力では他の電気事業者（電気供給事業者および電気鉄道事業者）に対しても積極的に電力供給を行った。
先に東京方面への進出を果たした旧群馬電力では、当初京浜電気鉄道に対し供給用・電鉄用として6,000 kWを供給する契約を結んでいた。鉄道専業となった後の1927年5月時点でも同社に対しては電源のすべて（計2,500 kW）を供給する。旧群馬電力ではさらに市内電車と供給事業を経営する東京市に対しても1924年2月から2,000 kWの送電を開始した。市への供給は徐々に拡大し東京電力時代には最大9,000 kWに達するが、市営事業の主電源である鬼怒川水力電気からの供給 (37,000 kW) に比べると小さい。
1924年7月に東京方面への送電線を完成させた旧早川電力では、まず同年9月19日より東京湾埋立に対し3,000 kWの送電を開始し、次いで川崎変電所の完成に伴い10月16日より旧群馬電力に対し3,000 kWの送電を始めた。このうち東京湾埋立は橘樹郡田島町・潮田町両地先にて埋立事業を展開しており、自社埋立地に進出した浅野セメント川崎工場・浅野造船所・日本鋼管などの工場に対し酒匂川水系の落合発電所（出力7,000 kW）を電源として供給していた。1927年5月時点でも東京湾埋立の電気事業を引き継いだ東京湾電気に対し引き続き3,000 kWを供給している。
上で取り上げた事業者以外にも、1927年5月時点では富士電力（4,000 kW供給）、小田原急行鉄道（現・小田急電鉄、2,300 kW供給）、目黒蒲田電鉄（現・東急電鉄、1,100 kW供給）といった大口需要家があった。

### その他地域での供給
東京府・神奈川県以外の供給区域は群馬県の一部、山梨県南部、静岡県中部・西部、愛知県の一部にあった。以下、順に供給区域一覧と前身事業者の概要について述べる。

#### 供給区域一覧
1926年12月末時点における群馬・山梨・静岡・愛知の4県における供給区域は以下の通りである。いずれも電灯電力供給区域で、電力供給区域はない。
- 他の事業者の供給区域にも含まれる市町村には「【一部】」という表記を付した。

| 群馬県 | 吾妻郡 （1町2村）  | 中之条町、名久田村【一部】・沢田村【一部】（現・中之条町） |
| 山梨県 | 南巨摩郡 （20村）  | 万沢村・富河村・睦合村（現・南部町）、 豊岡村・身延村・下山村・飯富村・伊沼村・八日市場村・曙村・大須成村・静川村・西島村（現・身延町）、 本建村・硯島村・都川村・五箇村・三里村・西山村（現・早川町）、 五開村（現・富士川町） |
| 山梨県 | 西八代郡 （13村）  | 栄村（現・南部町）、 大河内村・富里村・共和村・久那土村・古関村（現・身延町）、 鴨狩津向村・宮原村・葛籠沢村・落居村・岩間村・楠甫村（現・市川三郷町）、山保村（現・市川三郷町・身延町） |
| 静岡県 | 市部 （1市）       | 浜松市 |
| 静岡県 | 浜名郡 （4町30村） | 曳馬村・富塚村・白脇村・蒲村・河輪村・五島村・新津村・笠井町・中ノ町村・和田村・豊西村・市野村・天王村・飯田村・芳川村・吉野村・神久呂村・入野村・積志村・和地村・伊佐見村・篠原村・北庄内村・南庄内村・村櫛村・可美村・雄踏町・舞阪町・赤佐村・中瀬村・北浜村・竜池村・小野口村（現・浜松市）、 新居町（現・湖西市）                                                                    |
| 静岡県 | 引佐郡 （3町6村）  | 麁玉村【一部】・気賀町・中川村・金指町・井伊谷村・奥山村・伊平村・東浜名村・三ケ日町（現・浜松市） |
| 静岡県 | 磐田郡 （6町31村） | 見付町・中泉町・梅原村・西貝村・天竜村・御厨村・南御厨村・向笠村・大藤村・長野村・岩田村・幸浦村・上浅羽村・東浅羽村・西浅羽村・福田町・豊浜村・於保村・掛塚町・十束村・袖浦村・富岡村・井通村・池田村・敷地村・広瀬村・野部村（現・磐田市）、 袋井町・笠西村・久努村・今井村・三川村（現・袋井市）、田原村（現・袋井市・磐田市）、 二俣町・上阿多古村・下阿多古村・光明村（現・浜松市） |
| 静岡県 | 周智郡 （1村）     | 一宮村（現・森町） |
| 静岡県 | 小笠郡 （3町42村） | 郡内全町村（現・掛川市・菊川市・御前崎市ほか） |
| 静岡県 | 榛原郡 （3町13村） | 郡内全町村（現・御前崎市・牧之原市・島田市・吉田町・川根本町ほか） |
| 静岡県 | 志太郡 （5町20村） | 島田町・大長村・大津村・六合村（現・島田市）、 藤枝町・高洲村・大洲村・青島町・稲葉村・瀬戸谷村・葉梨村・岡部町（現・藤枝市）、広幡村・西益津村（現・藤枝市・焼津市）、 焼津町・東益津村・豊田村・小川村・大富村・和田村・静浜村・相川村・吉永村（現・焼津市）、 徳山村・東川根村（現・川根本町）                                                                                        |
| 静岡県 | 安倍郡 （4村）     | 服織村・南藁科村・長田村・豊田村【一部】（現・静岡市） |
| 静岡県 | 庵原郡 （1町3村）  | 内房村（現・富士宮市）、 小島村（現・静岡市）、 松野村・富士川町（現・富士市） |
| 静岡県 | 富士郡 （1村）     | 芝富村（現・富士宮市） |
| 愛知県 | 東加茂郡 （1村）   | 松平村【一部】（現・豊田市） |

#### 前身事業者の概要
東京電力の供給区域は会社合併によって継承した地域がほとんどである。ここでは、旧早川電力・群馬電力時代も含めて東京電力が吸収した群馬・静岡方面の電力会社について改めて記述する。
吾妻軌道株式会社
旧群馬電力が1924年10月27日に合併。合併前の供給区域は群馬県吾妻郡中之条町・名久田村・沢田村・原町・小野上村（1921年6月時点）。
吾妻軌道は「吾妻温泉馬車軌道」の社名で1910年（明治43年）10月17日に設立。馬車鉄道事業と電気事業を目的とする会社であり、馬車鉄道に先駆けて1912年（明治45年）5月より中之条町への供給を開始した。翌1913年（大正2年）7月に社名を吾妻軌道へと改めている。自社電源として名久田村と沢田村の2か所に水力発電所（出力計92 kW）を持った。
日英水電株式会社
旧早川電力が1920年3月15日に合併。合併前の供給区域は静岡県のうち浜松市・浜名郡・引佐郡と磐田郡・小笠郡・榛原郡・志太郡の各一部（1919年末時点）。
日英水電は1911年（明治44年）2月20日東京に設立。浜松の浜松電灯を吸収して開業したのち、志太郡島田町の島田電灯や引佐郡気賀町の気賀電気を統合しつつ供給区域を拡大した。電源面では1912年6月に大井川本流に出力1,400 kWの小山発電所を建設、そこから島田・金谷（榛原郡）・川崎（同）・浜松の4変電所へと送電する体制を築いた。その後は西に離れた愛知県の矢作川に水力地点を求めて2か所の水力発電所（出力計2,619 kW）を完成させたが、大戦景気下では恒常的な供給力不足に悩まされた。
天竜電力株式会社
旧早川電力が1922年4月12日に合併。供給区域は静岡県磐田郡のうち二俣町ほか26町村と周智郡一宮村（1921年6月時点）。
天竜電力は1907年（明治40年）1月15日二俣町に設立。翌1908年（明治41年）9月に二俣町を供給区域として開業した。1911年には磐田郡中泉町に営業所を開設し、供給区域を拡大している。二俣付近に3か所の水力発電所を建設したが、小規模で出力は計320 kWに過ぎない。
福田電力株式会社
旧早川電力が1922年4月12日に合併。供給区域は静岡県磐田郡福島村（後の福田町）・豊浜村のみ（1921年6月時点）。
福田電力は1912年7月13日福島村福田に資本金3万5000円で設立。1916年（大正5年）5月に開業した。自社発電所は持たず、天竜電力からの受電を電源とした。
東遠電気株式会社
旧早川電力が1922年4月12日に合併。供給区域は静岡県榛原郡のうち相良・川崎・勝間田・坂部・初倉・吉田の6町村。
東遠電気は1910年12月10日川崎町静波に資本金8万円で設立。1912年6月に川崎町ほか2村を供給区域として開業した。同社も自社発電所は持たず、早川電力からの受電を電源とした。
静岡電力株式会社
東京電力が1926年10月20日に合併。供給区域は静岡県磐田・小笠・榛原・志太・安倍・庵原・富士の7郡と山梨県南巨摩郡・西八代郡にまたがる（1925年末時点）。
静岡電力は1920年（大正9年）10月23日に設立。製紙会社四日市製紙が兼営した電気供給事業を、同社を合併した富士製紙が分離することで成立した。その後1922年にかけて遠江電気・御前崎軌道・身延電灯の3社を合併・吸収し事業を拡大している。電源は富士川水系芝川の水力発電所（4か所・総出力6,564 kW）を中心とした。
また四日市製紙時代の1911年から大口需要家に静岡市営電気供給事業が存在した。市に対する供給契約は静岡電力時代に3,000 kWとなっており、東京電力でも引き続き3,000 kWを供給している（1927年5月時点）。

#### 備考
東京電力を吸収した東京電灯は、合併から14年経った1942年（昭和17年）4月、配電統制令に基づく国策配電会社関東配電へと吸収された。次いで同年10月に配電会社間の供給区域交換が行われた際、配電統制の過程で錯綜していた関東配電区域と西隣の中部配電区域の境界は静岡県内では富士川と定められ、元東京電灯区域であった静岡県内富士川以西の地域および愛知県東加茂郡松平村は中部配電へ移管された。
その後太平洋戦争後の1951年（昭和26年）に電気事業再編成が実施されると、関東配電区域を引き継ぎ（新）東京電力が、中部配電区域を引き継ぎ中部電力がそれぞれ発足した。従ってかつての東京電力の供給区域は、戦後は富士川を境に東が（新）東京電力、西が中部電力に分割されている。

### 供給成績推移表
早川電力・群馬電力および東京電力の供給成績は下表の通り。決算期は3社とも毎年5月・11月であり上期は前年12月から5月までの6か月間、下期は6月から11月までの6か月間となる。
- 数字は各社の「報告書」「営業報告書」（J-DAC「企業史料統合データベース」収録）に基づく。
- 1馬力は0.746キロワット (kW) で計算されている。

| 年度                                               | 電灯点火数 （単位：個） | 電力供給高 （単位：馬力） | 備考                       |
| -------------------------------------------------- | ----------------------- | ------------------------- | -------------------------- |
| 1920上                                             | 111,378                 | -                         |                            |
| 1920下                                             | 118,825                 | -                         |                            |
| 1921上                                             | 128,278                 | -                         |                            |
| 1921下                                             | 137,038                 | -                         |                            |
| 1922上                                             | 178,704                 | -                         |                            |
| 1922下                                             | 196,783                 | -                         |                            |
| 1923上                                             | 210,368                 | 12,150                    |                            |
| 1923下                                             | 218,298                 | 12,920                    |                            |
| 1924上                                             | 223,459                 | 14,671                    | 他に東京方面で920 kW供給   |
| 1924下                                             | 247,260                 | 14,164                    | 他に東京方面で6,570 kW供給 |
| 電力供給馬力数は集計法が異なるため1922年分まで省略 |                         |                           |                            |

| 年度   | 電灯点火数 （単位：個） | 電力供給高 （単位：馬力） | 電熱供給高 （単位：kW） | 備考                       |
| ------ | ----------------------- | ------------------------- | ----------------------- | -------------------------- |
| 1923上 | 122,498                 | 6,615                     | 736.1                   |                            |
| 1923下 | 134,192                 | 8,982                     | 821.6                   |                            |
| 1924上 | 153,981                 | 7,734                     | 1,087                   | 他に電気事業者供給8,500 kW |
| 1925上 | 189,403                 | 7,059                     | 1,209                   | 他に電気事業者供給9,500 kW |

| 年度   | 電灯点火数 （単位：個） | 電力供給容量 （単位：馬力） | 不定時電力 供給契約高 （単位：kW） | 電熱契約容量 （単位：kW） |
| ------ | ----------------------- | --------------------------- | ---------------------------------- | ------------------------- |
| 1925上 | 465,625                 | 39,387                      | 4,800                              | 1,740                     |
| 1925下 | 490,929                 | 42,329                      | 約10,100                           | 2,320                     |
| 1926上 | 523,686                 | 53,641                      | 約9,300                            | 3,310                     |
| 1926下 | 656,886                 | 67,655                      | 約7,800                            | 3,055                     |
| 1927上 | 684,247                 | 111,078                     | 約8,700                            | 4,504                     |
| 1927下 | 715,078                 | 131,583                     | 19,512                             | 4,040                     |

## 軌道事業
東京電力では、群馬県内において電気軌道（軌道法に基づく軌道）を兼業として経営していた。区間は群馬郡渋川町（現・渋川市）から吾妻郡中之条町までの間で、キロ程は21.30キロメートル（1927年度時点）。旧群馬電力が1924年（大正13年）10月27日付で吾妻軌道株式会社を合併したことで兼営事業となったものである。
前身は1912年（明治45年）7月に開通した馬車鉄道である。吾妻軌道株式会社（旧称「吾妻温泉馬車軌道」）が建設したもので、当初は群馬郡長尾村大字吹屋字鯉沢（現・渋川市吹屋）の利根軌道分岐点を起点として中之条町大字伊勢町の林昌寺前に至る18.04キロメートルの軌道であった。渋川・鯉沢間は利根軌道と共同使用とすることで渋川・中之条間の運行とされた。電化開業は8年後の1920年（大正9年）11月である。
旧群馬電力が吾妻軌道を合併し軌道事業を直営化した目的は、金井・渋川両発電所の上流側を開発するにあたりその資材輸送に充てるためである。合併後の1925年（大正14年）3月6日付で利根軌道（当時は東京電灯が経営）が廃線となったことから、共同使用であった渋川・鯉沢間を自社路線としている。次いで1927年（昭和2年）には上越線渋川駅前までの延伸工事が進められ、10月1日付で開業をみた。
軌道の軌間は馬車鉄道時代のまま762ミリメートル軌間を採用。軌道用の直流（550ボルト）を出力する変電所として群馬郡小野上村（現・渋川市）に村上変電所を構えた。車両は24人乗りの木造電車（四輪単車）4両と16人乗りの木造付随車（同）6両、電気機関車3両、それに貨車を保有していた。1927年下期（6月から11月まで）の乗客数は4万9215人（1日平均269人）。同期の事業収入は1万9441円を挙げたが、これは総収入の0.25パーセントに過ぎず、収入利子・有価証券収益の金額よりも少ない。
渋川・中之条間の軌道は東京電力を合併した東京電灯も引き続き経営したものの、6年後の1934年（昭和9年）9月30日付で廃線となっており、現存しない。

## 役員一覧

### 取締役
東京電力では以下の14名が取締役を務めた。
- 就任日・社内役職については計6回の「営業報告書」（J-DAC「企業史料統合データベース」収録）を典拠とする。

| 取締役氏名   | 就任日         | 役職             | 備考                                                       |
| ------------ | -------------- | ---------------- | ---------------------------------------------------------- |
| 田島達策     | 1925年3月16日  | 代表取締役社長   | 前群馬電力社長 運送店三鱗合資会社元代表                    |
| 松永安左エ門 | 〃             | 代表取締役副社長 | 前早川電力社長・群馬電力副社長 東邦電力副社長と兼務        |
| 宮口竹雄     | 〃             | 専務取締役       | 前群馬電力専務 東京帝大工科大学電気科出身の技術者          |
| 結城安次     | 〃             | 常務取締役       | 前早川電力取締役（1924年6月就任） 元逓信大臣藤村義朗秘書官 |
| 進藤甲兵     | 〃             | 常務取締役       | 岐阜電力（東邦系）常務から転任                             |
| 角田正喬     | 〃             |                  | 前早川電力常務 東邦電力常務と兼務                          |
| 中村円一郎   | 〃             |                  | 前早川電力取締役 静岡県多額納税者・貴族院議員              |
| 安田善五郎   | 〃             |                  | 前群馬電力取締役 安田保善社理事、安田家当主善次郎弟        |
| 高津仲次郎   | 〃             |                  | 前群馬電力取締役 群馬県選出衆議院議員                      |
| 高野省三     | 〃             |                  | 安田保善社参事                                             |
| 佐竹義文     | 1926年10月20日 | 常務取締役       | 前熊本県知事                                               |
| 大川平三郎   | 〃             |                  | 前静岡電力社長 樺太工業・富士製紙社長                      |
| 熊澤一衛     | 〃             |                  | 前静岡電力専務 三重県多額納税者・富士製紙取締役            |
| 三谷一二     | 1927年6月29日  |                  | 三菱鉱業会長                                               |

### 監査役
東京電力では以下の6名が取締役を務めた。
- 就任日については計6回の「営業報告書」（J-DAC「企業史料統合データベース」収録）を典拠とする。

| 監査役氏名 | 就任日         | 備考                                                   |
| ---------- | -------------- | ------------------------------------------------------ |
| 前田米蔵   | 1925年3月16日  | 1927年4月19日辞任 前早川電力取締役、東京選出衆議院議員 |
| 田中徳次郎 | 〃             | 前早川電力常務、東邦電力専務と兼務                     |
| 青木正太郎 | 〃             | 前群馬電力監査役、京浜電気鉄道社長                     |
| 田島庄太郎 | 〃             | 前群馬電力監査役、田島達策長男                         |
| 田中栄八郎 | 1926年10月20日 | 前静岡電力取締役、大川平三郎実弟                       |
| 穴水要七   | 〃             | 前静岡電力取締役 富士製紙専務・山梨県選出衆議院議員    |